# 親戚不計較
《親戚不計較》 (英文: Perfect Neighbors) 是民視無線台七點半檔連續劇，台映視聽(1～270集)、翊華傳播(271集起)、全翊傳播製作，製作人是呂華濱。本劇改編自廖風德原作小說《隔壁親家》，1999年12月15日開播，2006年5月12日停播，起先每天播，後改為週一至週五播出，此期間共播出2248集，第1705集起片頭不顯示集數（民視第一台重播有顯示，字體不一樣），長達將近七年；但播出集數紀錄已於2007年被三立台灣台連續劇《鳥來伯與十三姨》打破，成為台灣電視劇播出集數排名第二。劇中出現不少現今台語八點檔主要演員。由於本劇收視長紅也量身打造推出歌曲《大家不計較》及白冰冰與本劇演員共同主持的民視綜藝節目《親戚大舞台》。
2019年8月30日開始，每週一至週五晚間6點30分民視上傳本劇至其官方YouTube頻道，而此版本刪減許多內容並剪除片頭尾。

## 劇情背景
故事發生在1960年代台灣農業社會的甘草人物與敦親睦鄰的精神生活，戲劇中主要場景是屏東縣枋寮鄉水底寮，以及週遭鄉鎮（林邊鄉、東港鎮、潮州鎮等），現實取景地點則是苗栗縣後龍鎮，片頭廟宇是後龍鎮的迴天宮（二郎神君廟），原著為廖風德的小說《隔壁親家》。

## 故事大綱
廟會中，戲棚上正精采熱鬧的演歌仔戲，一場「指腹為婚」的戲碼，讓戲台下大腹便便的洪茶與滿足靈機一動，索性學起了戲子，為兩人肚子裡的孩子指腹為婚，訂下了終身。 滿足的丈夫粗皮雄和洪茶的丈夫卓有春，是一對從小鬥到大的冤家！起初兩人並不同意這樁指腹為婚的婚事，最後在里長伯的極力勸說之下，無奈地答應下來。孩子在眾人期盼之中誕生了，滿足生個女兒招弟，洪茶生個壯丁天送，自此兩家親家長親家短互稱了好幾年！
接著幾年當中，洪茶陸續生了個男孩天保，滿足生了個千金迎弟。卓有春時常炫耀他生了兩個兒子，這令連生了兩個女兒的粗皮雄心中十分鬱卒，尤其是招弟因故腿傷，卓有春悔婚，不承認兩家指腹為婚的事實，粗皮雄與卓有春更是鬧得不可開交！粗皮雄與卓有春的反目，最直接受害的是孩子們！天送與招弟的感情受阻，兩人被迫分開，各自嫁娶！天保與迎弟也因雙親的恩怨而無法結合！因而發生許多事故。原本唾手可得的幸福，因上一代的無知與計較，非但化為烏有，甚至造成了悲劇！ 
在衍生為長篇故事後，與政府合作加入政令宣導及推廣農產品等情節並拍攝公益廣告，發揮社會公器之用。
本劇還有個與其他戲劇相異之「特點」，即是在播出期間其他同台戲劇或綜藝節目會在開播前讓其主演群來卓有春家「作客」，讓觀眾得知新戲相關消息。因此在此模式下本劇與這些同台戲劇形成了「共同世界觀」。

## 演員陣容

### 卓家
| 演員            | 角色             | 關係／簡介 |
| 卓勝利          | 卓有春           | 水底寮當地的富農，愛說風涼話。與粗皮雄毗鄰而居六十年，二人卻極為不合，常爲小事吵架，也經常恥笑家境較差的粗皮雄，被粗皮雄取卓垃圾以及萬年老蟾蜍的綽號。彭風稱其爲紳士兄。 雖與粗皮不合吵架，但每當粗皮遇到解決不了的事情都會挺身而出解決，當然不免消遣粗皮一頓，更甚至中風康復後又擔心粗皮而復發二次中風。 二人某次爭吵後將通到粗皮雄家的路封起來，導致招弟摔傷，又治療不慎招致跛足；因和粗皮雄吵架，粗皮雄早在二郎神君面前斬雞頭發誓，說兩家從此井水不犯河水，而否認當初的指腹為婚。其實有春很喜歡這二個女孩，也没嫌棄招弟跛足，祇是因為面子而說的氣話，卻拆散了天送與招弟。 撿了秀卿兒子卓大差點和洪茶離婚。後經營有春海釣場和天英啤酒公司。 |
| 卓勝利          | 卓陳豆油         | 卓有春之母。稱有春為「haru」(はる,日文春的意思)過世於民國六十四年四月五日。生前常私釀酒，為此常被日本警察叫到派出所罰站。託夢囑咐有春將卓大還給秀卿養育，時常在卓家發生事情時回來向有春託夢。 |
| 卓勝利          | 閻羅王           | 月英做夢夢到的。 |
| 沛小嵐          | 卓洪茶           | 卓有春之妻，滿足的姊妹淘。和有春結縭三、四十幾年，性格溫和，常被有春、粗皮戲稱「吃乎肥肥，裝乎搥搥」。天送與天保幼時被父親有春責打時常出來維護他們，也會偷偷拿錢出來幫助家境比較差的吳家。在廟會時和當時也懷孕的滿足看到戲曲在演指腹為婚，就學戲裡的情節，而產生了後面的故事。常為了月英跟有春吵架，甚至想過要離家出走，曾因爲有春抱卓大回家，聽粗皮亂講誤會卓大是有春在外面跟別人偷生的，為此一直待在月英的便利商店不肯回家，後經過阿狗跟天送解釋後得知是誤會。之後檢查出良性子宮外肌瘤為預防病變拿掉子宮，月英坐月子時，因常受她的氣加上操勞過度，罹患肝硬化，連續發燒好幾天。1854集去加拿大照顧中風的哥哥。 |
| 沛小嵐          | 文判官           | 月英做夢夢到的 |
| 王中平 （成年） | 卓天送           | 34歲，卓有春與洪茶之長子，被粗皮雄取卓頭栽（台語諧音往後倒）的綽號，中秋節出生。性格憨厚老實，從小就跟弟弟天保和吳家的兩個女孩招弟跟迎弟感情很好，加上指腹為婚，讓天送跟招弟的感情更好，卻因卓有春賭氣的悔婚而告終。 與招弟的感情告終後接受有春的安排參加相親，迎娶陳月英，原本平靜的家裡也掀起幾陣波瀾。在月英精神異常期間與有春爭執，一時想不開喝農藥自殺，所幸獲救。一次為了追小偷被打到腦震盪，因處理不慎頭部殘留血塊昏迷，後動手術開顱取血塊，夾在雙親與月英間，頗為難為。19迎娶陳月英，72想不開喝農藥自殺，97為了追小偷被打到腦震盪，140昏倒，146開顱取血塊，1487集跟月英經營「天英啤酒公司」，1610集發現月英偷情的照片後於月英離婚並趕出卓家，1709把來醫院探望月英的嘉宏打傷，1759和月英復合，1807重新娶月英進門 |
| 何建賢 （幼年） | 卓天送           | 34歲，卓有春與洪茶之長子，被粗皮雄取卓頭栽（台語諧音往後倒）的綽號，中秋節出生。性格憨厚老實，從小就跟弟弟天保和吳家的兩個女孩招弟跟迎弟感情很好，加上指腹為婚，讓天送跟招弟的感情更好，卻因卓有春賭氣的悔婚而告終。 與招弟的感情告終後接受有春的安排參加相親，迎娶陳月英，原本平靜的家裡也掀起幾陣波瀾。在月英精神異常期間與有春爭執，一時想不開喝農藥自殺，所幸獲救。一次為了追小偷被打到腦震盪，因處理不慎頭部殘留血塊昏迷，後動手術開顱取血塊，夾在雙親與月英間，頗為難為。19迎娶陳月英，72想不開喝農藥自殺，97為了追小偷被打到腦震盪，140昏倒，146開顱取血塊，1487集跟月英經營「天英啤酒公司」，1610集發現月英偷情的照片後於月英離婚並趕出卓家，1709把來醫院探望月英的嘉宏打傷，1759和月英復合，1807重新娶月英進門 |
| 李雅婷          | 陳月英（王月英） | 陳萬來之女。和天送參加相親認識，後來和天送結婚。性格精明幹練，綽號辣椒，對卓家務農的生活不滿足。常在有春說一套，洪茶後說一套，常被有春、天送瞞在谷底不知情，事情揭發後不願查清事情真相就捕風捉影，常鬧的卓家雞飛狗跳。有春也常提醒她不要火上加油。體質不易受孕，拿造假報告稱天送不能生，讓有春以為卓家要「倒房」，事情曝光後，為此月英壓力很大，甚至精神異常，還流產一次，常和粗皮鬥嘴，粗皮雄都一度相當怕她，隔了一段時間才生下萱萱。執意在林邊開便利商店，卻接連惹來麻煩事，甚至被綁走，無奈之下收掉，經此事後性情改進許多，負責海釣場裡的福利社。因卓家與療養院兩頭跑，出嚴重車禍變成植物人幸而甦醒。以30萬元共佔五分之一股份跟迎弟合股經營美容院，任職經理。之後檢查二度懷孕為男孩，常仗著肚子裡的孩子對有春洪茶頤指氣使，後因追黑瓜流產，讓她非常自責。後與天送經營「天英啤酒公司」，被嘉宏設計陷害後先被勒索貳仟萬後因看在有春中風改壹仟萬，被趕出卓家得到血癌後，在住院時反省自己之前的所作所為，性格完全改變，視常來醫院幫忙、照顧的粗皮、迎弟為救命恩人。200開始經營便利商店，277被綁走，411發生車禍昏迷不醒，630開始經營美容院，1686得到血癌，1752想不開割腕自殺，1805康復出院。 |
| 卓家羚          | 卓麗萱           | 卓天送與卓陳月英之女。不足月出生。暱稱萱萱，被粗皮雄取躺著溜（台語諧音躺著噓噓）的綽號。粗皮原本取名卓麗賺(台語諧音躺著賺)，後改卓麗萱，有春常教她亂講話，小小年紀就會吐槽自己爺爺奶奶、長輩(說他們不正經、微波爐烘烘)，粗皮曾用10塊，叫萱萱把家裡人的綽號都叫一遍（卓勝利現實中的孫女)，喜歡嚕嚕米。 |
| 王識賢 （成年） | 卓天保           | 卓有春與卓洪茶之次子，被粗皮雄取卓相向的綽號（台語諧音往後倒的另一種說法）。性格機靈，鬼點子多，在父親有春阻止哥哥天送與招弟見面時常出主意與迎弟合作讓他們能順利見面。 與迎弟感情甚篤，知道迎弟要上台北發展時也跟著她一起上去，始終認為廠長對迎弟有不良企圖，因看見廠長對迎弟不禮貌憤而出手打傷廠長，被告入獄，後和解。 出獄後開計程車認識愛博與麗君。由愛博引入一同在食品公司上班。麗君未言明其董事長千金身分並私自推薦天保當上採購課課長，天保知曉後不悅且受不住閒語請辭。與愛博、麗君合夥開成衣公司，生意興隆。跟麗君結婚後呂董將台灣的事業全交給天保管理。看不慣李文義屢屢糾纏迎弟一時衝動將李文義打成植物人，之後雙方達成和解，天保被判刑二年，一年後假釋出獄，到美國與妻兒團聚並幫忙管理呂董事業。170迎娶呂麗君。 |
| 蘇育賢 （幼年） | 卓天保           | 卓有春與卓洪茶之次子，被粗皮雄取卓相向的綽號（台語諧音往後倒的另一種說法）。性格機靈，鬼點子多，在父親有春阻止哥哥天送與招弟見面時常出主意與迎弟合作讓他們能順利見面。 與迎弟感情甚篤，知道迎弟要上台北發展時也跟著她一起上去，始終認為廠長對迎弟有不良企圖，因看見廠長對迎弟不禮貌憤而出手打傷廠長，被告入獄，後和解。 出獄後開計程車認識愛博與麗君。由愛博引入一同在食品公司上班。麗君未言明其董事長千金身分並私自推薦天保當上採購課課長，天保知曉後不悅且受不住閒語請辭。與愛博、麗君合夥開成衣公司，生意興隆。跟麗君結婚後呂董將台灣的事業全交給天保管理。看不慣李文義屢屢糾纏迎弟一時衝動將李文義打成植物人，之後雙方達成和解，天保被判刑二年，一年後假釋出獄，到美國與妻兒團聚並幫忙管理呂董事業。170迎娶呂麗君。 |
| 吳宜潔          | 呂麗君           | 呂炎山之女，富家千金，幼稚園教師，性格溫和、善解人意。有先天性心臟病和地中海型貧血不宜懷孕。和天保認識後感情逐漸加溫，離開教職並投資協助天保創業，擔任公司財務經理。因為出車禍壓迫神經導致半身不遂無法行走，後與天保結婚。雙腳治療痊癒後，甘冒生命危險赴美國替天保生下男嬰「LUCKY」，此子過繼從母姓。之後帶著兒子移民美國居住洛杉磯。110發生車禍，216手術開刀 |

### 吳家
| 演員                       | 角色              | 關係／簡介 |
| 李㼈                       | 吳正雄            | 外號粗皮雄、阿舍、水果大王、國際美容美髮連鎖機構董事長、啤酒大王兼賣羊乳兼屏東縣市大善人、水底寮能人。曾一段時間要人家叫他粗皮勁爆舍。常自詡自己忠義堂三十六期。 億年老龜精，乳名「拉尿雄」，是水底寮的貧戶，卓有春的鄰居，與妻子滿足靠著祖傳的三分地種蕃薯、花生勉強餬口，有時甚至要靠洪茶接濟才能度日。 但性格膽小（常被嚇到尿褲子），怕血（只要看到就會昏倒），又好面子不服輸，經常說一些沒能力達成的大話或做一些蠢事，讓妻子滿足哭笑不得或得出面幫忙收尾，常被戲稱為突搥大王。也常發生事情未經查證就散布謠言，前有讓洪茶誤會卓大與有春的關係，後有誤會澎風偷竊反遭提告毀謗，因此讓滿足替他擦屁股。 與卓有春一起長大，但又常互相鬥嘴、比較，有春嘲笑粗皮雄的家計，他就回敬有春小孩的成績，兩人總有吵不完的架，有一次有春甚至氣得直接把與粗皮雄家相連的道路封起來，卻造成招弟的腿摔傷導致日後跛足。 喜歡幫人取綽號，尤其是卓有春一家，幾乎每個人都有奇怪的綽號，但兩人經常吵架，甚至吵散了孩子的幸福。因為家境貧寒，成績好的招弟和迎弟為此不再升學，迎弟甚至到台北圖多賺一點錢，直到後來土地徵收才改善家境。 為了不被有春海釣場比下去也經營起蓮霧園，亦是「李㼈國際美容美髮連鎖機構」董事長，十分好管閒事，常跳出來幫鄰居、親朋好友處理事情但是最後都會搞得一團糟，需要迎弟、有春出面解決，後罹患鼻咽癌。 |
| 李㼈                       | 吳使              | 吳正雄之父，人稱「牛屎伯」。滿足嫁來隔年即過世，那天正好是青年節。年輕時是裁縫師，將日軍贈送的熨斗當傳家寶。嫌滿足不會管教粗皮，接連託夢給滿足、粗皮要帶他回天庭管教。過去與石城之父有土地買賣糾紛，時常在吳家發生事情時回來向粗皮、有春託夢，生前有個願望，那就是能走遍全台各地廟宇，後粗皮替自己代為完成。 |
| 李㼈                       | 七爺              | 月英做夢夢到的，粗皮作夢夢到的。 |
| 潘麗麗                     | 吳李滿足          | 吳正雄之妻，洪茶的姊妹淘。屏東牡丹人，和粗皮結縭三十幾年，性格堅毅不拔，努力持家，照顧不成熟的老公與兩個女兒，每當粗皮雄說話不正經時會用手大力巴他的額頭，粗皮雄亂講話或惹事時也出面解決，是粗皮雄最怕也最愛的人。 因年輕時太過操勞導致日後身體欠佳，幾次昏倒後診斷出罹患子宮頸癌，北上就醫由國清執刀切除子宮。 後因肝癌於第742集撒手人寰。 |
| 潘麗麗                     | 麗紅              | 白目英 像極滿足的酒店小姐。家裡做海產，老爸外號海霸王，本名白霸天。 |
| 潘麗麗                     | 武判官            | 月英做夢夢到的。 |
| 丁國琳 （成年）            | 吳招弟 （吳招治） | 吳正雄之長女，常被父親粗皮說白目。和妹妹迎弟都很會唸書，但因家計沒有繼續升學，性格溫和，畢業後和母親滿足一起照顧家裏。 與卓家兄弟是鄰居，從小一起長大，加上與天送指腹為婚，感情非常要好，卻因有春賭氣將途經兩家的路用木板堵起來，導致招弟摔傷而跛腳， 在父親的安排下與年紀相差甚大的外省公務員老鄧結婚，生下阿強。 為保護錄有潘老闆罪證的錄音帶頭部受傷記憶回退至婚前，記憶恢復後至遊樂園上班。 後辭去遊樂園工作幫雙親種蓮霧。歷經小叔小鄧來搶阿強後帶著阿強移民新加坡在小鄧公司幫忙，為了追求自己的理想、目標，決定進修企業管理系。後回來水底寮，在啤酒公司上班，任職會計，填愛哭芬的缺，受國外作風影響，個性漸改為強勢、能幹，敢跟月英鬥嘴。10和老鄧結婚，201為保護證據頭撞柱子陷入昏迷，206甦醒 |
| 兵欣蓉 （幼年）            | 吳招弟 （吳招治） | 吳正雄之長女，常被父親粗皮說白目。和妹妹迎弟都很會唸書，但因家計沒有繼續升學，性格溫和，畢業後和母親滿足一起照顧家裏。 與卓家兄弟是鄰居，從小一起長大，加上與天送指腹為婚，感情非常要好，卻因有春賭氣將途經兩家的路用木板堵起來，導致招弟摔傷而跛腳， 在父親的安排下與年紀相差甚大的外省公務員老鄧結婚，生下阿強。 為保護錄有潘老闆罪證的錄音帶頭部受傷記憶回退至婚前，記憶恢復後至遊樂園上班。 後辭去遊樂園工作幫雙親種蓮霧。歷經小叔小鄧來搶阿強後帶著阿強移民新加坡在小鄧公司幫忙，為了追求自己的理想、目標，決定進修企業管理系。後回來水底寮，在啤酒公司上班，任職會計，填愛哭芬的缺，受國外作風影響，個性漸改為強勢、能幹，敢跟月英鬥嘴。10和老鄧結婚，201為保護證據頭撞柱子陷入昏迷，206甦醒 |
| 魏文良                     | 鄧世國            | 老鄧 吳招弟之夫，山東人，公所主任。在鄰居介紹下認識招弟，幾次見面後粗皮雄就要其來娶招弟，婚後二人生活平靜，生下一子阿強。 爲了籌錢救迎弟向王仔簽下100萬本票，籌不出錢還他，使得房子被查封公所工作也被辭退，被迫退休後，賣手工饅頭維生，因想貼補家用至工地做事，於第69集不愼從鷹架摔落不治，臨終前將兒子命名為吳自強，過世後仍在陽間徘徊，一直覺得自己很對不起招弟，沒辦法照顧她，也沒辦法養育阿強，盡到當父親的責任，愛博來蓮霧園工作時，製造機會，撮合他和招弟。 |
| 魏文良                     | 鄧力均            | 小鄧 老鄧之弟，鄧氏企業集團總裁。總公司在新加坡，上海、香港、廣州、深圳、上海皆有分公司，跟哥哥差十多歲。十幾年前就到新加坡做成衣、開公司，台語流利。和哥哥老鄧面容十分相像，因老鄧十幾歲就隨部隊到處跑，所以並不知道自己有個弟弟。粗皮剛和他見面就被嚇到昏倒，把大家嚇個半死，由於無法生育要阿强認祖歸宗，為此粗皮帶著阿強離家出走。 |
| 兵承育                     | 吳鄧強 吳自強     | 老鄧與招弟之子，愛哭。暱稱阿強、番仔強。粗皮雄為感念老鄧，將鄧姓加入名字裡。 誕生日亦是父親之忌日。 原本從母姓，但因小鄧偶然出現，示意自己不能生育，要將阿強帶走，讓粗皮雄一度帶著阿強離家出走。 後來被母親招弟帶去新加坡，之後回來水底寮。 大萱萱半歲，小小年紀常吐槽自己爺爺，說他「書包」 |
| 岳虹 （成年）              | 吳迎弟 （吳迎治） | 吳正雄與李滿足之次女，常被說「凸頭」，和姊姊招弟都很會唸書，但因家境而沒有繼續升學，性格較外放，不喜歡老待在家，從小喜歡天保，經常到外面找天保玩，也因家境清寒而興起想上台北工作的想法，天保知道之後也跟著去，兩人際遇各異，也各有感情發展。 第一份工作的廠長對迎弟有意思，常騷擾她，天保氣憤，為了她數度與廠長起衝突，天保打傷廠長時甚至為了籌50萬和解金而去酒家工作，花名雨晴，粗皮雄上來台北時還為此不認她。 後來在建設公司上班，當到經理事業順遂。認識林國清後與之交往，兩人論及婚嫁，辭了工作幫助國清的事業，國清去美國治療後在國清的醫院當董事並負責行政工作。 國清病逝後未再交男友，辭掉醫院工作回鄉開美容院幫助他人也就近照顧雙親。姊姊離家後幫忙照顧家裏。後經斯文介紹開設金鎖匙啤酒公司代銷啤酒。195遭潘老闆開車追撞昏迷,199甦醒，1997為了救萱萱三度灼傷昏迷。 |
| 洪瑋婷 （洪亞菲） （幼年） | 吳迎弟 （吳迎治） | 吳正雄與李滿足之次女，常被說「凸頭」，和姊姊招弟都很會唸書，但因家境而沒有繼續升學，性格較外放，不喜歡老待在家，從小喜歡天保，經常到外面找天保玩，也因家境清寒而興起想上台北工作的想法，天保知道之後也跟著去，兩人際遇各異，也各有感情發展。 第一份工作的廠長對迎弟有意思，常騷擾她，天保氣憤，為了她數度與廠長起衝突，天保打傷廠長時甚至為了籌50萬和解金而去酒家工作，花名雨晴，粗皮雄上來台北時還為此不認她。 後來在建設公司上班，當到經理事業順遂。認識林國清後與之交往，兩人論及婚嫁，辭了工作幫助國清的事業，國清去美國治療後在國清的醫院當董事並負責行政工作。 國清病逝後未再交男友，辭掉醫院工作回鄉開美容院幫助他人也就近照顧雙親。姊姊離家後幫忙照顧家裏。後經斯文介紹開設金鎖匙啤酒公司代銷啤酒。195遭潘老闆開車追撞昏迷,199甦醒，1997為了救萱萱三度灼傷昏迷。 |
| 林珮君                     | 麥美英            | 麥美香之妹，吳正雄之冥妻。年紀比滿足小。粗皮雄撿到美英的八字，與之冥婚並取得土地，使迎弟的董事長得以蓋成屋。 |
| 林珮君                     | 阿喜              | 黃美龍之妻，姓林。彭風好友，之前跟她在屏東紡織工廠上班，經營自助餐店。與麥美英相像，粗皮第一次見面被她嚇個半死。 |
| 狄鶯                       | 曾歡喜            | 吳正雄之繼配，卓有春之表妹。粗皮稱她「碟碟喜」，未婚，任職社會局，也教外籍新娘台語、習俗文化，看不慣粗皮的作風、個性，每當粗皮不正經，就會無奈的搖頭，或罵她神經病，常和她鬥嘴。 因為找不到房子住，暫時居住在有春家，秀鳳過世後，曾替被村民誤會的粗皮說話，讓粗皮對他開始有好感，甚至喜歡她，她說的話粗皮都會聽，嘉明開車撞粗皮時，為了救他，腳被撞斷，為此粗皮視她為救命恩人，常常到卓家看望他，粗皮知道自己愛吃鰻魚，還特地跑去溪邊釣鰻，知道粗皮不識字，免費當他的家教教他識字，曾因為覺得父母取的名字很好笑，在就學期間改名「曾美惠」，喜歡粗皮，後和粗皮2248結婚。 |

### 陳家
| 演員   | 角色               | 關係／簡介 |
| 張龍   | 陳萬來             | 陳登來之胞兄，卓陳月英之父。月英為了父親曾數次與有春起爭執。投資鰻魚苗失敗負債500萬，被迫賣房還債。 受此打擊後意志消沉生了重病，月英曾讓他在卓家休養一陣子，讓有春夫妻倆無家可歸，四處流浪，從粗皮那知道實情後，離開卓家，最後得老人癡呆症被安排住進療養院，得老人癡呆症後似乎有陰陽眼看得到老鄧，也能跟老鄧對話。 後得到胃癌，本來定期化療病情有好轉，但月英出車禍後，萬來仍執意要月英陪他做化療，因此延誤治療病情加重，472因胃癌惡化離世。過世後曾回來託夢月英二次懷孕、如何醫治洪茶的肝硬化。102投資鰻魚苗失敗負債500萬，156得到老人癡呆症。 |
| 張龍   | 陳登來             | 陳萬來之胞弟。因家境貧困，一出生就被父母交給別人撫養，養父是新加坡華僑，湊巧養父跟萬來一樣也姓陳。 養父臨終時，告知自己的身世決定來台灣跟哥哥相認，剛來水底寮因為面容跟萬來十分相像（右臉有一顆痣，萬來則沒有）把大家嚇得半死。得知哥哥已過世，但還有一姪女月英，決定找她相認，起初月英見到他不願認他，後相認，相認完之後回到新加坡。 |
| 李雅婷 | 卓陳月英（王月英） | 卓天送之妻，詳見卓家。 |
| 震龍   | 趙金川             | 卓陳月英之舅舅。跟月英一樣下巴有痣，為人不善，常來找月英麻煩。父母早逝(車禍雙亡)，由姐姐撫養長大。 起初被豬哥誤認為月英的情夫，被粗皮、天送去旅館抓猴打傷向粗皮揩油100萬和解金，後再有春的協調下以兩萬元和解。 教月英裝瘋，豈料卻弄假成真。趁月英頭腦不清醒時，去農會她的戶頭提領50萬，拿去開電動玩具店。 和姊夫萬來的鰻魚生意失敗後跑走，使得萬來獨自承受債主催討。 後來開設職業介紹所，遇到失憶的招弟想藉機向粗皮揩油錢財50萬，被有春識破。 後被抓去坐牢，出獄後因一直找不到工作，有春安排讓其暫住海釣場宿舍，並讓他管理停車場，阿狗短暫跳槽粗皮啤酒公司時，曾幫其管理海釣場，做事認真負責，常和阿狗鬥嘴，阿狗稱「土匪川」。後痛改前非，決定要出家以彌補之前所犯下的惡行。 1762集閉關出來後，答應捐贈骨髓來救月英，1793洪茶提及已經因為心肌梗塞過世（現實中也已過世） |

### 呂家
| 演員   | 角色   | 關係／簡介 |
| 吳炎棟 | 呂炎山 | 呂董 呂麗君之父。食品公司董事長。賞識天保的辦事能力。去美國發展事業時，因過於操勞中風，後結束大部分美國事業返台生活。天保入獄後，將公司全移到美國紐約。後因靜玉提告迎弟，代替天保專程來水底寮處理。191在美國中風。 |
| 楊采玹 | 美雲   | 呂麗君之母，患有地中海型貧血。旅居美國，為人尖酸刻薄，嫌棄卓家務農的生活，擔心麗君嫁去卓家不會幸福。棄襁褓中的麗君而去，造成麗君的不諒解。呂董中風期間一直在身邊照顧他，後與呂董父女和好。                         |
| 吳宜潔 | 呂麗君 | 卓天保之妻，詳見卓家。 |
| 高荔荔 | 阿妙   | 照顧麗君的外省女傭人，陝西人,台語不太流利，稱有春老黑狗，稱洪茶為老黑貓。口風極鬆，很好套話，有春常跟她套話。 |
| 蔡阿炮 | 阿洲   | 40多歲，美雲之弟，麗君之舅舅。住在美國中國城，雖然住在美國但討厭說英文，相反喜歡說台語。曾來台幫助愛博管理成衣公司，因呂董中風回美國，經營呂董留在美國的PC廠。                                                     |
| 賴慶昇 | Lucky  | 卓天保與呂麗君之子，呂董之孫。 |

### 秦家
| 演員            | 角色   | 關係／簡介 |
| 秦直            | 豬哥仔 | 秦直 常說四句聯，很多嘴，曾為此為自己惹了不少麻煩，口風極鬆。常被笑說「少年風騷，吃老才在牽豬哥」，原是做牽著公豬到養豬人家去跟母豬配種的工作，亦是二郎神廟裡的筆生，也會幫人收驚。養豬戶減少後改開麵攤，因此收留了逃家的彭粉，在有春等人撮合下與彭粉結婚。麵攤生意不佳曾改作回收業，後當保全。621因肝癌驟逝（現實中也已過世）101跟彭粉結婚。 |
| 秦直            | 黑無常 | 月英做夢夢到的。 |
| 秦直            | 財神爺 | 粗皮做夢夢到的 |
| 周鴻惠 （周琦） | 彭粉   | 30歲，彭風和彭杜段敏之女，豬哥之妻，跟豬哥相差33歲。外表清秀俏麗，幼時腦膜炎延誤就醫過度發燒講話有點「臭拎呆」（不清楚的意思），但說英文時卻十分標準，粗皮雄常開玩笑地學她說話。不滿母親彭風素行不良而逃家，無路可走下遇到豬哥收留了她，後來兩人結婚，423生下一個男嬰，取名「秦聰明」，粗皮雄認聰明為乾兒子。豬哥逝世後去美容院上班。後來再嫁阿宗，辭職幫助丈夫的事業，後因阿宗的公司倒閉，到月英的公司上班，天英公司倒了之後在渡假村當公關主任，後在迎弟公司上班，之後離開公司幫助母親經營369海釣場，任職會計 |
| 藍一萍          | 彭風   | 彭美麗 51歲，彭粉之母，常自詡年輕時是南部七縣市大美人，招贅的丈夫彭杜段敏在彭粉2歲時身亡，守寡已有20幾年。彭粉和豬哥結婚後，跟著一起陪嫁過去，為人貪小便宜，素行不良，吃喝賭騙樣樣皆來，曾因違法簽賭地下六合彩服刑50天，出獄後仍不悔改，常常耍一些把戲從粗皮那騙一些錢來，也曾高價售出便宜的健康項鍊給洪茶、粗皮。後來改過遷善，彭粉也接受她，為了還欠粗皮的錢被粗皮雄處罰到他的蓮霧園工作，豬哥過世不久，見到阿宗有意追求彭粉，極力撮合她倆，彭粉再嫁阿宗後，住進女婿家，卻因兩家個性、生活方式、習慣不一樣，常常爭吵，甚至之後負氣離開阿美家，但因平時自己囂張跋扈的個性，沒人想收留她、給她工作，只得暫住愛博家，在期間懺悔反省自己的所作所為，之後在粗皮家當管家幫忙整理家務，最後和阿狗阿珍合資經營369海釣場 |
| 藍一萍          | 春子   | 有春夢中之人物。 |

### 尚家
| 演員   | 角色   | 關係／簡介 |
| 梁碧蘭 | 阿雀   | 65歲，尚愛博之母，愛博稱她「姨阿」(母親的另一種稱呼)，稱愛博為「胖奶」(胖子，嬰兒肥的意思)，因好管閒事人稱雞婆雀。在枋寮車站賣水果三、四十年。丈夫早逝，一個人含辛茹苦賣水果將愛博撫養長大，為了愛博的婚事特地從枋寮到水底寮找他，為此愛博要粗皮跟滿足騙她，幫他演一場戲，在粗皮那聽到實情後，血壓升高昏倒，堅持要帶愛博回去枋寮，知道愛博喜歡招弟後，想盡辦法撮合他們倆，為了讓招弟愛博結婚後有房子住，租粗皮的成屋給愛博。 |
| 林偕文 | 尚愛博 | 44歲，粗皮、彭風叫他「大摳呆」五專畢業。天保在台北認識的朋友，水底寮隔壁的枋寮人，兩人認識後曾一起做生意，但愛博的個性散漫，一次載貨時車門沒鎖結果整車貨物被載走。天保跟麗君結婚後接手管理成衣公司，呂董也認他做乾兒子，卻因屢次出包和挪用公款玩股票而辭職。在台北發展不順後返回屏東，先後到海釣場和蓮霧園工作。對秀卿一見鍾情，但雙方沒結果。喜歡招弟，為了能娶她，非常努力經營粗皮雄所交付管理的蓮霧園，可惜還是事與願違。 |
| 林偕文 | 真緣投 | 外號土匪，乳名粗皮。有春夢中之人物。 |

### 林國清家
| 演員   | 角色   | 關係／簡介 |
| 陳淑芳 | 林母   | 林國清之母。長期住在美國，年輕時曾演過歌仔戲，和小鳳仙認識，雖然住在美國但不喝咖啡，喝茶，也比較喜歡吃中餐，特地來台灣探視國清的病情，順便照顧他，喜歡迎弟做自己媳婦，國清逝世後認迎弟為乾女兒。                     |
| 談學斌 | 林國清 | 40幾歲，婦產科醫師，醫院院長，迎弟的男友，知名企業少東，獨生子。用情很專一，在美國讀醫學博士時交過一個女朋友(車禍過世)，後無再交女友。閒暇在海邊釣魚時與迎弟認識，原本論及婚嫁，卻罹患淋巴癌，後在到美國治病時病逝。 |

### 阿狗家
| 演員   | 角色   | 關係／簡介 |
| 秦浪   | 阿狗   | 秦福氣 50歲，之前當過廟公，本業油漆，綽號阿狗、憨陸，小有春12歲，小一時參加過有春和洪茶的婚宴。兒子偷有春的貨車而結識，是有春的好友與酒伴。有春曾因為和抱來養的男嬰老大面貌超像，被誤會是在外偷生，負氣躲在阿狗家讓洪茶和天送找不到人。有春海釣場總管，一家人皆在海釣場工作，曾因為跟金川不合，短暫跑到粗皮的啤酒公司上班。 |
| 陳素珍 | 阿珍   | 秦福氣之妻。在有春海釣場幫人煮魚打零工。在澎湖出車禍坐骨神經嚴重受傷現已康復，後來來水底寮找阿狗，無意間把阿狗五百多萬元的彩券丟進洗衣機洗，為此阿狗非常不諒解，甚至揚言要離婚，後阿狗原諒她，跟阿狗一起搬到有春家住，順便幫忙家務，後向阿狗提議頂下369海釣場來做，和彭風共同經營                                           |
| 曾英豪 | 秦英哥 | 秦福氣之子。秦香君之兄。因為個性害羞不常說話，常被叫啞巴，偷開有春的貨車，被抓到，送去感化院，感化院出來後有春安排於海釣場工作。目前在女友阿靜父親那裡送瓦斯。226偷開有春的貨車 |
| 劉香君 | 秦香君 | 王保富之妻，詳見王家。 |

### 王家
| 演員              | 角色   | 關係／簡介 |
| 紀來和            | 王永慶 | 王保富之父。討海維生，493車禍身亡。 |
| 許愛羚 （許仙姬） | 王寶釧 | 王保富之母。有個弟弟，年紀差一、二十歲，和丈夫出嚴重車禍，為方便治療暫時住在阿富的租屋處。 |
| 義弘 （鍾天）     | 王保富 | 25歲，澎湖人，年長阿君4歲，從小立志當警察。綽號「阿富」，當地警察，直腸子性格，連親人熟人都不留情面秉公處理、公事公辦(連岳父阿狗、月英都敢開單)，為人老實，因此娶了阿君，婚後租粗皮的成屋居住。方世玉到職後轉內勤，再調分局警備隊，破大案升巡佐，後考上警佐，升為所長，回到水底寮。(344王寶富，360王保富)                             |
| 劉香君            | 秦香君 | 21歲，秦福氣之女，秦英哥之妹。國中畢業。孝順乖巧。本來在家跟母親阿珍做手工花賺錢，經有春介紹進入月英的便利商店當店員，隨後跟著去海釣場工作。嫁給阿富後，由於懷孕加上過度擔心阿富當警察的危險性613吞安眠藥自殺，後來定居澎湖在小舅舅的特產行當會計。788懷孕騎摩托車載母親阿珍摔下山谷後於789跟腹中5個多月男寶寶一起亡故。447和阿富結婚 |

### 其他
| 演員              | 角色 | 關係／簡介 |
| 伍佰萬            | 里長伯                                                                                                   | 水底寮里長，豬哥摯友。水底寮和事佬。粗皮有春吵架常出面勸說，常在兩人吵架時被無辜波及。 |
| 杜玉琴            | 旺來嫂                                                                                                   | 旺嫂 接生婆，幫洪茶跟滿足生產，後倒會捲款潛逃，讓滿足拿不到會錢，解決老鄧的債務。 |
| 杜玉琴            | 淑敏阿嬤，斷言淑敏長大會剋夫。                                                                           | |
| 高健峰 （高鼎峰） | 李文義                                                                                                   | 迎弟初到台北時第一份工作的廠長，常藉各種名義接近迎弟，天保常找機會修理他替迎弟出頭，遭天保打傷後要迎弟拿出50萬和解金才願意撤告，迎弟因此去酒店上班。之後成為遠文企業集團總裁，低價搶天保成衣公司生意，騷擾迎弟，359被天保打傷變成植物人。（原李文義，1209集後改稱林文義） |
| 何璦芸            | 廠長夫人                                                                                                 | 李文義之妻。後跟李文義離婚 |
| 汪琦              | 老師 | 天送，招弟的小學老師 |
| 曹月娥            | 阿水嫂                                                                                                   | 粗皮鄰居，粗皮請來幫招弟跟老鄧相親 |
| 香香              | 媒人婆                                                                                                   | 黑點仔 有春請來幫月英跟天送相親 |
| 陳衍隆            | 醫生 | |
| 英雄 （陳萬號）   | 貨運行老闆                                                                                               | |
| 英雄 （陳萬號）   | 香蕉松                                                                                                   | 阿松 向卓有春租地種香蕉，也兼開計程車，粗皮曾包車北上台北找國清。 |
| 曾世明            | 王仔 | 老鄧與其簽100萬本票的高利貸幫助迎弟脫離酒店，老鄧因還不了錢房屋遭查封，公所工作也辭退。 |
| 曾世明            | 丁世明                                                                                                   | 天送當兵同梯。來喝天送的喜酒，回家酒駕撞死人，出獄後想向天送借一百五十萬買拖車做生意，後粗皮幫忙到銀行貸款，讓自己得以買拖車賺錢。「小老鼠」宋文興的舅舅，侵占公款四十萬跑路，有春與粗皮雄助其償清債務，在粗皮雄蓮霧園工作養育文興。 |
| 嚴常銘            | 道士 | 豬哥請來超渡被錯認為屍體的粗皮雄。 |
| 嚴常銘            | 卜吉 | 阿狗之舅子。阿珍之弟。家住台南，個性樂天，單身漢，長期失業，有春曾讓他假扮「紅頭」捉弄粗皮雄。常說會說的不會做，而不會說的會做，來水底寮找阿狗借錢，將兩百塊拿去簽樂透彩槓龜，抱空瓦斯桶想自殺，有春讓自己在海釣場幫忙，後受到刺激精神失常，入療養院治療中。喜歡阿純要娶她做老婆。（480集布吉，486集不吉） |
| 翁順興            | | 麗君之乾爸。麗君曾介紹給天保認識。 |
| 呂華濱            | 董事長                                                                                                   | 迎弟之老闆。非常器重迎弟。粗皮雄與有春初見面就聯手騙他7000元。在水底寮買地蓋成屋。是民視《親戚不計較》製作人的雙胞胎哥哥。 |
| 呂華濱            | 呂華濱                                                                                                   | 民視《親戚不計較》的製作人。偕同白冰冰一起參拜二郎神君廟。 |
| 文洋 （李明洋）   | 副院長                                                                                                   | 林國清之友，醫院的副院長，姓楊。國清去美國後成為院長。 |
| 紀崇武            | 阿發 | 賣貨車給有春。 |
| 紀崇武            | 粗皮花錢請來策劃綁架天保，事成之後來吳家討錢，粗皮拿不出錢，被滿足、迎弟恐嚇，揚言之後會再來找粗皮算帳。 | |
| 王小芬            | 麥美香                                                                                                   | 米粉嫂之女,麥美英之姐。個性孤僻，說話常常諷刺人，未婚。粗皮多次跟她商量將妹妹的土地賣給她，未果。 |
| 楊德意            | | 天保公司股東 |
| 楊德意            | 阿兵哥，姓「楊」。感謝有春贈送他們五百公斤的香蕉，順便處理香蕉松香蕉過剩的問題。                         | |
| 楊德意            | 管區 | |
| 王瑛嵐            | 黑松 | 屏東代表，愛博好友。向天保公司一次開了四張支票，最後其中一張一百二十萬的支票跳票。 |
| 秦楊              | 王醫師                                                                                                   | 王石城 腦科權威。替天送開顱清除血塊。對洪茶送紅包的行為感到反感 |
| 盧彪              | 潘老闆                                                                                                   | 東港建設公司董事長。因潮州會社土地競標與迎弟交惡。暗中勾結蘇建興意欲奪取迎弟公司的利益，曾策劃綁架粗皮雄與開車撞迎弟，後遭逮捕。 |
| 蘇炳憲            | 蘇建興                                                                                                   | 原是潘老闆公司的經理，和潘老闆串通進迎弟管理的工地當主任做內應，並刻意親近吳家人，爾後良心發現錄下證據將潘老闆等人繩之以法，自己也鋃鐺入獄。喜歡招弟，粗皮雄曾極力撮合他與招弟。 |
| 蔡有德            | | 潘老闆手下，綁架粗皮雄的歹徒。 |
| 蔡有德            | 向粗皮雄問路的男子，打斷他算西瓜。                                                                       | |
| 蔡有德            | 阿三 | 竊車集團成員 |
| 蔡東文            | 蔡東文                                                                                                   | 同村村民，粗皮稱胖子文。在民視做導播，帶粗皮雄參觀民視攝影棚。 |
| 陳郁慧            | 陳女士                                                                                                   | 家扶中心人員 |
| 陳郁慧            | 慧君 | 42歲，高中畢業，寡婦(丈夫已過世多年)，丈夫過世時留下一堆負債，靠著當女工賺錢，將負債還清，現經營雜貨店，上下共有12個子女，洪茶介紹給粗皮雄的相親女子。 |
| 周星辰 （周又珈） | 阿芬 | 月英同學。高中畢業。月英請來做便利商店店員。叫月英在店裡放違法的電動機台，帶月英玩股票，後賠錢跑路自行辭職。 |
| 夏欣              | 王醫師                                                                                                   | 屏東王小兒科院長。診斷萱萱得川崎症的女醫師。 |
| 姜榮峰            | 龍二 | 趙金川跟班，在職業介紹所工作。 |
| 姜榮峰            | 秦留戀                                                                                                   | 外號「祝埋怨」，去豬哥麵店吃霸王餐，後被管區帶回派出所 |
| 趙金得            | 博士 | 警局副座，父親和有春是拜把兄弟。釣魚能力一流。 |
| 吳承翰            | 大頭斌                                                                                                   | 吳文斌 釣魚高手。市井小民，個性淳樸、認真努力，為擔全家人生計，拼命四處兼差、工作，也在啤酒公司兼職外務員，後全心在迎弟啤酒公司工作。電腦技術一流，常幫有春、粗皮印海報，也曾幫天送修補萬來的遺照。 |
| 廖斐鴻            | 阿弟仔                                                                                                   | 廖斐鴻 眼鏡仔之弟。台北文化大學畢業，拜豬哥為師父學習四句聯。後來去民視《親戚不計較》當導演。 |
| 曾禎              | 曾甄 | 民視《親戚不計較》統籌。來天保公司應徵會計工作。 |
| 曾禎              | 護士 | |
| 芊嬅 （吳秀卿）   | 林秀卿                                                                                                   | 秀卿 25歲，招弟在遊樂園工作的同事。家住南投，921地震家毁父母雙亡剩她倖存，無力撫養遺腹子，將男嬰丟在有春的貨車裡，有春抱回家養取名「卓大」，諧音倒彈，暱稱老大，十分疼愛。決定讓卓家繼續撫養幼子，辭掉遊樂園工作來台北投靠大伯。待生活穩定後抱卓大回台北團圓。 |
| 劉正順            | 大伯 | 秀卿的大伯，在台北開火鍋店，人稱火鍋順。早先誤會秀卿偷腥生子使得秀卿被迫離鄉，誤會冰釋後要秀卿討回劉家子嗣讓其認祖歸宗，了解到卓家對孩子的疼惜後打消念頭。開間分店交由秀卿管理。 |
| 萬鴻貴            | | 有春稱之菜刀幫幫主。為替在月英店裡玩違禁電玩機台被抓坐牢的手下出頭，擄走月英恐嚇200萬，後遭警方循線逮捕。 |
| 汪白              | | 豬哥的師父。在山上修行幾十年，道行極深，功夫深不可測，上知天文,下知地理，精通山、醫、名、卜、相，預測神準。特地下山至吳家擺設七星燈，盼能助林國清續命。 |
| 汪白              | 旺伯 | 至有春家看風水。 |
| 蕭麗華            | 阿真 | 海釣場前老闆娘。（劇中字幕為阿津，後稱小貞） |
| 馬如龍            | 王石城                                                                                                   | 石城 王建成之父。有過兩段婚姻，政治世家，鄉民代表。交友廣闊，常幫好友有春調解事情，有春曾請他出來和阿真商量購買海釣場事宜。後當選縣議員擔任副議長。對獨孫華生疼愛有加，淑華出現後，認為她未婚生下華生，有損王家名聲，會影響自己的政治生涯，起初不願讓他見孫子，也不讓她們相認，後經有春勸說，深思熟慮後答應讓她倆見面、相認。（起先林石城，696集後王石城） |
| 林景立            | 蔡先生                                                                                                   | 買下月英便利商店的人士。 |
| 童毅軍            | 陳律師                                                                                                   | 國清醫院的法律顧問，國清去美國後委託他傳達醫院事宜。 |
| 童毅軍            | 瑞仁綜合醫院醫師。醫治粗皮雄的失憶症。                                                                   | |
| 耿慧珠            | 陳小姐                                                                                                   | 陳查某 做戶口及住宅普查的普查員。 |
| 陳玉章            | | 國清醫院裡的醫師。 |
| 陳國勝            | | 國清醫院裡的醫師。 |
| 倪克              | 潘醫師                                                                                                   | 幫麗君開刀的醫師 |
| 丁華寵            | 秦浩呆                                                                                                   | 秦可惡之子，大哥叫秦可惱。家裡開米店，之前再蓋成屋，競選農會總幹事期間買票賄選被抓。 |
| 元六              | 豬肉南                                                                                                   | 阿南 農會理事。粗皮請來力挺連武雄選總幹事，因連武雄父親煉雞湯當初的力挺，得以當上農會理事，本來在做養豬生意，但因遇到口蹄疫導致豬隻滯銷，慘賠搬到高雄，後回到水底寮和嘉宏等人合股開公司。 |
| 王淇              | 連武雄                                                                                                   | 種植蓮霧專家，人稱蓮霧雄，十大傑出青年，天送的國中同學，阿狗的親戚。滿懷「誠懇的心」欲造福鄉民和慶豐等人競選農會總幹事。教粗皮雄種蓮霧。 |
| 康龍              | 康金順                                                                                                   | 農會總幹事，鄉民代表，調解委員會委員。康建龍的父親，天保麗君結婚曾來當婚宴主持人。 |
| 康龍              | 林慶豐                                                                                                   | 和連武雄、秦浩呆一起競選農會總幹事，和石城一起去有春家、海釣場拜託幫忙力挺自己 |
| 楊裕盛            | | 海釣場的釣客。 |
| 楊裕盛            | 潘老闆手下，綁架粗皮雄的歹徒                                                                             | |
| 楊裕盛            | 劉國師                                                                                                   | 販賣假藥給彭風 |
| 楊裕盛            | 林醫師                                                                                                   | 粗皮稱他「林浩呆」，檢查月英得到血癌的醫生,替車禍受重傷的粗皮動手術。 |
| 歪哥 （謝萬益）   | 謝萬億                                                                                                   | 憨億 在海釣場偷走博士的車被抓，保釋出獄後剪海釣場監視器線路報仇再被逮。有春曾幫助失業的他賣魚改善家計。後來精神失常，接連偷竊卓家與吳家，被送回療養院。從療養院逃脫後偷竊卓家再被逮送回療養院。（326集謝萬益，355集賈萬億） |
|                   | 白玉琴                                                                                                   | 吉美 17歲，檳榔西施，教粗皮用檳榔釣魚，配合粗皮雄考驗愛博。 |
|                   | 簡金花                                                                                                   | 精神病院護士 |
| 李文成            | | 農曆過年期間舞獅收取紅包的孩童。 |
| 謝慧君            | 阿惠 | 批健康項鍊給彭風的攤商。 |
| 呂繼尚            | | 村民，在當編劇。 |
| 李東龍            | 李登飛                                                                                                   | 警察，警局刑事組組長。 |
| 黃慧中            | 李母 | 李文義之母、林靜玉之祖母。兒子文義被天保打成植物人，起初堅持要告天保,拒絕跟迎弟和解，後知情天保揍文義一切事情始末，自覺是兒子有錯在先，和天保達成和解。後因孫女靜玉提告迎弟，特地南下處理希望孫女可以放下仇恨既往不究，撤銷告訴。賞識斯文的能力，知道靜玉喜歡斯文，提議讓斯文跟靜玉一同去美國。 |
| 劉明仁            | 阿儒 | 小偷，偷粗皮雄蓮霧園工寮的物品，後被阿富等眾人合力圍捕。 |
| 劉明仁            | 林德華                                                                                                   | 吳春緞長子，吳德成之兄。從父姓，因為母親是獨生女，嫁過來林家時她的父親已經跟林家說好，只要有辦法生兩個兒子，第二個就過繼從母姓，所以姓林，阿成則姓吳。在台北任職經理，認為是阿成沒照顧好母親才會害她心臟病發過世，為此剛來水底寮就對阿成拳打腳踢、惡言相向，極度不諒解他，甚至還想把他趕出家門，就連母親的告別式也不准他參加，害阿成被誤會是個不孝子。因為自己公司有困難，想要變賣祖厝周轉資金，勸說阿成簽下同意書放棄祖厝，最後再粗皮的幫助下祖厝已一百六十萬被迎弟買下來，祖厝賣掉後回去台北。之後因為積欠地下錢莊大約兩千萬的債務，來找阿成幫忙，聽取有春建議把公司結束掉。 |
| 林銀村            | 所長 | 派出所所長，至醫院慰問遭阿儒割傷的阿富。 |
| 林銀村            | 林組長                                                                                                   | 警察，追捕黑瓜。 |
| 蔡武雄            | 律師 | 彭風被誤會偷東西，為了告粗皮雄請來的律師。 |
| 張富貴            | | 協助彭粉生產的醫師。 |
| 張富貴            | 阿信 | 張先生，粗皮雄想見有春喬裝成老人前往海釣場，遭阿信誤會是失蹤的叔公。 |
| 張富貴            | 林督察。                                                                                                 | |
| 陳妍安            | 阿珠 | 姓林，醫藥學校畢業。10年看護經驗。照顧因車禍變成植物人的月英。朋友亨利開車撞到月英。 |
| 張克勤            | 方進隆                                                                                                   | 亨利 開車載著阿珠撞到月英卻肇事逃逸。遭判刑5年要上訴。 |
| 林安迪            | 黃美龍                                                                                                   | 30多歲，滿足請來幫成屋裝電燈，也幫有春家裝過冷氣，做水電一、二十年，兼開自助餐、義消，一次到市場幫別人叫賣，騙粗皮用三千塊飆到一尊價值一百五的佛像。 |
| 兵欣庭            | 阿玉 | 8歲，黃美龍與阿喜之女。 |
| 米漿 （黃美龍）   | 憨龍 | 天送、美龍之友，阿好嬸之姪子，義消。 |
| 蔡湘宜            | 阿秀 | 阿財之妻。腦筋不太好，需要人吩咐才會做事情，美龍常幫助她。在路邊賣彩卷，一個月就被搶兩次，為此美龍讓她到自助餐店、有春的荔枝園幫忙。 |
|                   | 阿財 | 阿秀之夫。曾從火場救出美龍。因一次打火遭梁柱砸斷腳，長年臥床，領有殘障手冊。 |
| 洪誠陽            | 陽陽 | 阿喜之弟，阿玉之舅舅。一直找不到工作，整天遊手好閒。 |
| 張雅雯            | 雅雯 | 18歲 英文名:Yuki。陽陽女朋友。 |
| 施翠華            | 陳春華                                                                                                   | 在醫院裡介紹劉國師的藥，彭風誤信買給豬哥服用，加重豬哥的病情。 |
| 施翠華            | 阿梅 | 阿梅小吃老闆娘。 |
| 施翠華            | 房東太太                                                                                                 | |
| 白冰冰            | 白冰冰                                                                                                   | 阿娥 洪茶的表妹，電視明星，來卓家拜訪。 |
| 鍾佳蓁            | 賴枝花                                                                                                   | 阿花 玉井種芒果農家，豬哥之友。丈夫早逝，守寡20幾年，獨自撫育女兒。2、30年前在軍中顧福利社，和在台南當兵的粗皮雄、有春結成好友，曾和粗皮交往，多年後再遇，粗皮雄、有春看到阿花因為女兒要回來，擔心自己的家境配不上麥可而愁眉苦臉，為幫助阿花聯手演出一場大戲，促成了麥可和玉嬌的婚事。 |
| 周辰達            | 麥可 | 玉嬌男朋友，粗皮稱「賣國」。美國華僑，父親白手起家，知道粗皮的演戲是假的，後來跟玉嬌結婚。 |
| 王百瑜            | 玉嬌 | 26歲，賴枝花之女。在美國讀碩士。 |
| 丁立 （丁笠）     | 丁立 | 阿立仔 丁世明之友。阿蓮之夫。和世明一起跑車，兼做綑工，和阿蓮同一間學校，當時就已在交往，倆人一起同居一段時間，畢業後遊手好閒，四處稱兄道弟，和阿蓮因故發生爭吵後離開阿蓮，後想盡辦法要彌補對阿蓮的虧欠，阿蓮也原諒他。 |
| 黃中              | 丁管 | 阿立之父。台中漁會理事。 |
| 楊凱婷            | 丁母 | 阿立之繼母，丁管妻子早逝後，為照顧阿立再娶的太太，對阿立十分溺愛。 |
| 李文珍            | 林秀蓮                                                                                                   | 阿蓮 20歲，阿月獨生女，躲藏在粗皮雄家的孕婦，常去粗皮家偷拿東西吃，遭誤認是鬼。與阿立交往，因故和他吵架後離開高雄來到水底寮，未婚產下不足月的男嬰，後來排除萬難共結連理。 |
| 蕭惠              | 吳秋月                                                                                                   | 阿月 林秀蓮之母。洪茶之表妹。初見面誤會粗皮是拋棄自己女兒的兒子的爸爸，對阿立拋棄秀蓮之事，十分不諒解，反對他們倆結婚，對阿立存有偏見，認為他好吃懶做、不務正業沒有責任感，在阿立捨身去幫自己拿被偷的皮包受傷後，對阿立改觀，同意他和阿蓮的婚事。年輕時被拋棄未婚生下秀蓮，靠著替人洗車、做加工撫養秀蓮長大。在鳳山租店開超商。（585集林美月，618集吳秋月） |
|                   | 無牙清                                                                                                   | 愛博的朋友。枋寮人，對200萬元拾金不昧，粗皮雄決定美容院採用他的化妝品。 |
|                   | 無牙清之孿生弟弟，精神不太好會掐人脖子，開口就講「小姐」。                                               | |
| 黃進福            | 飛龍師                                                                                                   | 瓜仔之師傅，忠義堂飛龍師，武當第三十八代弟子，借粗皮雄關刀避邪。後有春提及過世。 |
|                   | 陳美鳳                                                                                                   | 公狗「龍龍」原飼主，因丈夫在大陸經商失敗，自己也沒工作，將狗遺棄在海釣場，被有春收留。由於月英小時候曾被狂犬病的狗咬過反對，龍龍最終給寶釧飼養。 |
| 偉文              | 阿文 | 竊車集團成員。綁了阿富和粗皮雄。 |
| 陳一成            | 賓拉成                                                                                                   | 阿文和阿三的老大，覺得痛苦時就會摸頭，說「我真痛苦」。 |
| 方茂煜            | | 阿富的上司。帶領員警逮捕賓拉成等人。 |
| 方茂煜            | 炎叔 | 阿珠逃亡租屋的房東，因年少做錯事，因此女兒不想和他往來，視阿珠為自己的女兒非常照顧她。 |
| 李全忠            | 阿貴師                                                                                                   | 地理師，到粗皮家看地理 |
| 上官鳴            | 李土牛                                                                                                   | 粗皮雄的表哥，育有兩子均住宜蘭。從小就分給別人當養子，年少時曾是甲級流氓，有春、粗皮被欺負，皆是他出面處理，後被抓去管訓兩年，出來後金盆洗手，到台東開農場。個性海派廣交，晚年輪流住兒子家，因與媳婦個性不合流浪回故鄉水底寮。粗皮雄想將他跟彭風送作堆。 |
|                   | 李嘉德                                                                                                   | 土牛之次子，電腦公司業務。後接回土牛好好孝順。大哥李嘉興在跑遠洋漁船。 |
| 梁麗蘭            | 麗雪 | 李嘉德之妻，和公公土牛個性不合 |
| 蔡幼龍            | 阿成 | 香腸攤老闆。 |
| 蔡幼龍            | 雄哥 | 有錢阿舍，因受不了三個兒子吵著分財產離家當流浪漢。 |
| 蔡幼龍            | 台北車站前被借200元的男士。                                                                              | |
| 蔡幼龍            | 王老闆                                                                                                   | 來天英公司與月英談生意。 |
| 蔡幼龍            | 阿發 | 嘉宏的朋友，果農 |
| 游啟東            | 莫利 | 枋寮當地老大，開茶藝館，認為粗皮很白目，孫子阿平賭香腸被英哥打，為他出頭，和土牛是舊識。 |
| 楚宣              | 蔡家芬                                                                                                   | 愛哭芬 粗皮雄開的美容院裡的小妹，常為了小事哭泣，被粗皮雄取愛哭的綽號，天真活潑，父親長期在大陸經商，因而養成自卑性格，為了己身安全，迎弟讓他搬到粗皮家住。被月英從美容院辭退後，粗皮讓她在啤酒公司上班。後意外獲得母親過世遺留下的巨額遺產，一夕致富，常常請假不去上班，花300萬買跑車跟朋友出去玩，逐漸養成趾高氣昂、財大氣粗心態，因覺得待在吳家不自由，常被管束，搬出去在外租屋住、自請離職啤酒公司。 |
| 黎品妤 （黎安琪） | 阿娟 | 脫線娟 粗皮雄開的美容院裡的小妹。被粗皮雄取脫線的綽號。要栽培弟弟讀大學。由於花錢無節制，屢勸不聽，遭迎弟開除。 |
| 郭秀碧            | 阿珍 | 拉喜珍 粗皮雄開的美容院裡的小妹。被粗皮雄取拉嘻的綽號，上班沒幾天就向迎弟借錢給男友賭博，之後去姑姑的超商幫忙而離職。 |
| 鄭如玲            | 阿梅 | 白目梅 粗皮雄開的美容院裡的小妹。被粗皮雄取白目的綽號。後來嫁給三吉辭職。 |
| 毛裕立            | 劉三吉                                                                                                   | 富家公子，愛慕白目梅，在皮箱裝200萬元試探阿梅。最終如願娶得美嬌娘。 |
|                   | 劉太太                                                                                                   | 三吉之母。 |
| 林美照            | 劉彩純                                                                                                   | 阿純 40幾歲，國中畢業，算術佳。曾在海釣場偷魚，本來在工廠上班，後工廠搬遷大陸，因而失業，經有春的幫助至海釣場工作掌管會計。阿狗視為剋星（因為阿狗只要在她身邊就會發生事情像跌落魚池647、被高爾夫球打到650），稱她「不單純」，小阿狗一歲。過去和郭金發生了一女，因金發欺瞞已婚事實，劉母反對他倆結婚，又爭監護權失敗被迫與女兒分開二十年。十分關心粗皮雄並尋得藥方改善他的膀胱無力。有春曾安排與粗皮雄相親但沒結果(其實粗皮喜歡她，只是害羞不敢說)。後搬去高雄和表妹合夥開海產餐廳。有春認做妹妹。與世玉情投意合結為佳偶。 |
| 白明華            | 劉母 | 阿純之母。愛吃魚，阿純為此去海釣場偷魚，身體不好有氣喘痼疾。當年拆散金發和阿純，年老後，想在有生之年見一見孫女，四處打聽金發下落想找回孫女，後在眾人幫助下，與孫女相認。 |
| 林芷萱 （林子瑄） | 阿萍 | 脫線娟國中同學，金發、阿純之女。來美容院洗頭、美容常叫脫線娟付錢，甚至不開單，高中時中輟退學成了古惑妹。父親生意失敗欠債跑路，獨自照顧弟弟，靠著擺路邊攤、替人洗車、發宣傳單賺錢撫養弟弟。粗皮雄為解決她的困難安排來美容院當學徒，也請彭風暫時幫忙料理家務、照顧弟弟，生母阿純出現，因怨恨她拋棄自己，一度不想認她，後經眾人開導與素未謀面的生母阿純相認。後在台北工作，對警察反感，不贊成母親跟世玉交往，後同意。（653集、789集阿蘋） |
|                   | 阿興 | 阿萍同父異母之弟。（649集阿英） |
| 高群              | 郭金發                                                                                                   | 4、50歲，民國44年次生，在工地做臨時工。恰巧跟阿純的舊情人同名同姓，但劉彩順才是他無緣的老婆。後因經濟不景氣，失業，推銷預防SARS的假藥品給粗皮、彭風。 |
| 鄭仲茵            | 陳惠茵                                                                                                   | 皇家集團總裁財務顧問。總裁兒子的夫人。居住高雄。迎弟高中同學，以前在班上當班長，好勝心、榮譽心強，後嫁給台北有錢少東，丈夫投資房地產、進出口貿易、電腦方面生意，總公司在高雄，婚後幫丈夫管理財務。來美容院鼓勵迎弟投資丈夫的遊樂區，迎弟以700萬後又增資500萬再增資1000萬投資該集團在東港蓋的遊樂區，但遭洪金山總裁捲款潛逃，惠茵也一併受害。最終由小鄧出面解決了這次投資資金事件。（668集陳惠鶯，674集惠茵，679集惠英） |
| 李玉芬            | 阿好嬸                                                                                                   | 蔡陳菊 80幾歲，阿德之妻，蔡富貴之母，阿美之婆婆，憨龍之姨婆。居住東港，粗皮之舊識。熱心助人，常將剩飯餵給流浪狗，樂善好施，獲贈的匾額、感謝狀不計其數，時常參加慈善義賣、功德會，兒子富貴不幸於空難中喪生，蔡家事業由媳婦阿美接掌。三十年前，住在枋寮海邊，因招弟營養不良，想吃滷蛋，粗皮來向自己借十顆雞蛋，好心的將雞蛋借給他甚至多給他幾顆及一尾魚，多年後再遇，向粗皮索討幾百倍雞蛋(其實是看到粗皮對阿美大小聲，才想稍微教訓他)。 |
| 陳瓊美            | 蔡陳瓊美                                                                                                 | 阿美 阿宗之姐、蔡富貴之妻、阿好嬸之媳婦。富貴冷凍食品董事長，有春之舊識。守寡2、30年，粗皮稱「矮子美」，擁有大片魚塭，遍布林邊、枋寮，東港有兩座冷凍廠及食品加工廠。丈夫富貴在做義消，和有春是拜把兄弟，30幾年前有春自作主灌醉阿美和富貴，硬將他倆送作堆，讓原本較心儀有春的阿美只得下嫁喜歡自己的富貴。因這往日情仇壟斷海釣場貨源，使有春海釣場買不到魚貨面臨倒閉，也讓洪茶誤會有春，入股四分之一介入經營(私自裝潢海釣場)，對過去釋懷後退股。 |
| 吳政賢 （吳帆）   | 阿宗 | 30幾歲，阿美之弟，姓陳。高中畢業。小愛博兩屆的好友。過去人稱「鯊魚宗」。協助姐姐管理魚塭。常來美容院洗頭，喜歡彭粉，常送東西給她，起初姐姐阿美並不同意這門婚事(因為彭風為人不老實、貪小便宜)，擔心彭粉會跟她母親一樣的個性，後姐姐在聽到自己對彭粉表白的愛意，也清楚知道彭粉的為人，以及彭風的再三保證下，終於答應，娶她進門，後接掌姐姐的所有事業。 |
| 林冠伶            | 美香 | 粗皮雄開的美容院的小妹。小時候很喜歡吃米香，所以大家都叫她米香。（695集米香） |
| 畢志綱            | | 粗皮雄的流浪漢朋友。 |
| 畢志綱            | 阿富上司。                                                                                               | |
| 畢志綱            | 流浪漢。                                                                                                 | |
| 黃金鳳            | | 被粗皮誤會要偷抱阿強走的婦人 |
| 黃金鳳            | 基隆的旅社女服務生。阿狗投宿後中樂透十幾萬元。                                                           | |
| 黃金鳳            | 金鳳 | 水底寮的旅社服務生，水底寮村民。粗皮離家出走時，曾來暫居過，似乎對粗皮有意思 |
| 曾少宏            | | 被粗皮誤會要偷抱阿強的婦人的兒子。 |
| 蔡純櫻 （高宇蓁） | 小甜甜                                                                                                   | 小甜甜布蘭妮 「魩仔魚」，三輪貴之女，鑑定第一名，和小愛均在高雄讀書、美容美髮科畢業，因父母疏於管教，養成叛逆性格。應徵粗皮雄開的美容院小妹一職，下班帶頭闖PUB，遭月英開除，經粗皮幫忙復職。後被林靜玉洗腦和小愛跳槽到台北美容院上班，但因不適應台北生活，隨即回來希望月英能讓自己復職，但月英不肯在錄用她，粗皮安排到啤酒公司上班。脾氣比較暴躁，一次爭執中失手打傷了愛哭芬，差點弄瞎她的眼睛。1311打傷阿芬眼睛。 |
| 汪子琳            | 小愛 | 飯島愛 阿尚之女，美容美髮科畢業，鑑定第二名，在高雄讀書，應徵粗皮雄開的美容院小妹一職。因家境好，所以個性較驕縱。後被林靜玉洗腦和小甜甜一起到台北美容院上班，但做沒幾天隨即回來，希望月英能讓自己復職，月英不肯，粗皮安排到啤酒公司上班。 |
| 謝連壽            | 阿昌 | 粗皮雄見他與老婆阿枝爭吵，懷念起滿足的嘮叨。 |
| 謝連壽            | 林醫師                                                                                                   | 有春中風時，治療他的中風。 |
| 陳元元            | 阿枝 | 阿昌之妻。埋怨老公整天只會喝酒，不會賺錢。 |
| 高欣欣            | 高欣 | 阿欣 單親媽媽撫養兩子，玉山保險公司專員。從事保險業務7、8年，靠著自己的三寸不爛之舌，四處拉客買保險，招弟和天送就讀進興國小的同班同學，開車撞到愛博，粗皮雄、彭風誤會是愛博女友，粗皮稱她「狐狸精」。當年丈夫阿義拋妻棄子，離開到他鄉奮鬥，而今悔悟歸來想彌補虧欠，一直認為丈夫仍然死性不改，裝闊氣、說大話，不願原諒他，也不讓孩子跟他接近。 |
| 王子庭            | 林家珍                                                                                                   | 林芳義和高欣之女，家寶之姐。有春對她們姐弟倆極為照顧，常叫他們到自己的有機蔬菜園幫忙，父親阿義出現後，求助有春希望能讓他早日回家團圓，因家中遭逢變故，想不開在學校跳樓自殺身亡。 |
| 陳文彥            | 林家寶                                                                                                   | 林芳義和高欣之子，家珍之弟。到有春的有機蔬菜園偷菜，有春稱「胖弟」，常常肚子餓。 |
| 林義芳            | 林芳義                                                                                                   | 阿義 阿欣之夫。流氓，重朋友，本來在輪船公司工作，無故遭裁員後，妄想賭博翻身致使家庭破碎，而今悔悟，功成名就回來水底寮要彌補過去的虧欠，但妻子一直不願原諒他，找上粗皮，在有春的勸說、粗皮的幫忙下(叫阿義演苦肉計)，最終與阿欣母子團圓搬去台北。幫助警方拘捕黑瓜。因替阿欣表弟阿敏作擔保，財產被查封。 |
| 陳軍豪            | 阿堂 | 逃犯。從小無父無母，由奶奶一手帶大，經濟不景氣，失業，由於生活困難才做人頭。粗皮雄同情其遭遇偷偷幫助跑路。後自首投案。 |
| 陳軍豪            | 王家豪                                                                                                   | 阿豪 阿霞之獨子。天送讀同所國中的學弟。電腦博士，在台北電腦公司當工程師。自尊心強愛面子，嫌棄母親做回收，怕被未婚妻秀玉瞧不起，隱瞞家境更不帶她見母親，為了充面子跟母親要錢籌辦婚禮。謊言揭穿後向母親懺悔認錯，立誓要好好孝順，誠心悔過得到秀玉原諒。（1215集阿和，片頭為陳迅康） |
| 游家榮            | 游堃錫                                                                                                   | 東泰集團董事長。人稱「阿不拉董」，政商關係好，和阿富上司關係友好，酒駕、內急亂停車，害一名孕婦為閃他的車跌倒送醫。屢遭阿富開單，新開的KTV遭阿富包抄，覺得阿富很白目。 |
| 王淑娥            | 張果妹                                                                                                   | 40多歲，在枋寮賣水果，為人謙虛，做事謹慎、勤快，外號「水果妹」，怕蟑螂，愛博介紹給粗皮雄相親的女子。 |
| 郭正倫            | 郭明倫                                                                                                   | 阿倫 愛博的朋友，愛博在台北食品公司當課長時，跟他一起開貨車、搬貨物，愛博走後不久即遭裁員，因而誤入歧途(在超商偷日常用品)。逃犯，搶了粗皮三萬二、撿了天送四萬二，受粗皮雄感化自首。假釋出獄後，住成屋二樓，在啤酒經銷商當送貨員，粗皮雄稱「矮子倫」，愛哭芬取英文名「Allen」。做事認真努力，被提拔為業務主任，喜歡阿菊。（起始阿崙，1140集後阿倫）(1633郭安倫，2173郭明倫) |
| 郭正倫            | 黑無常                                                                                                   | 粗皮做夢夢到的。 |
| 許效舜            | | 警察，不慎讓阿崙越獄，來吳家打聽阿崙下落，粗皮叫他變裝後潛入海釣場打聽，將自己扮成「福州伯」。 |
| 羅彩麗            | | 游堃錫身旁的女子。 |
| 趙永馨            | 陳淑華                                                                                                   | 陳雷公(外省人，已過世)之女，30多歲，父親生前在民眾服務社當主任，和石城有過一段恩怨。招弟和天送的同班同學。粗皮在台北沒錢回來水底寮時，給他一千塊，被眾人誤會是粗皮的女朋友，十年前跟王建成未婚生下一子，因父親的反對，搬離水底寮到台北無法結縭。患有腦瘤，時日無多，唯一願望是在死前能見一見兒子，在粗皮有春的幫忙下與兒子華生相認，願望達成後北上動手術。 |
| 吳俊廷            | 王華生                                                                                                   | 王建成與陳淑華之子，王石城之孫。粗皮雄稱「土豆王」。 |
| 李學豪            | 傅正傑                                                                                                   | 華生同學，爺爺當議長。粗皮雄錯認為淑華兒子。 |
| 楊弦俯            | 林土生                                                                                                   | 土虱 林鐵雄之子，小甜甜之弟。父親在賣消防器材，擔任義消顧問，外號「土虱」，母親在十年前的一場車禍喪生。來海釣場偷撈魚，被阿狗趕出去，懷恨在心，拿魚簍砸傷阿狗、在海釣場魚池偷下毒。在網咖玩被阿富抓，小甜甜曾拜託粗皮讓他在蓮霧園打工。 |
| 郭子乾            | 郭英俊                                                                                                   | 迎弟以前醫院的同事，台北人，麻醉師，信基督教，來水底寮四處傳經說教。祖父父親皆在外懸壺濟世，從小看父親行醫，中西醫皆通，醫學知識淵博，愛講道理，常滔滔不絕講個不停，粗皮覺得很嘮叨。起初粗皮誤會是迎弟男友看他不順眼。女友31歲交往近10年，女友父母擔心其信仰太過虔誠(可以禱告三天)無法給女兒幸福阻攔婚事。粗皮雄稱「阿醜」，迎弟北上期間，曾代為料理家務，照顧粗皮。 |
| 小一二 （陳柏宇） | 宋文興                                                                                                   | 阿興 5歲，聰明聽話，大萱萱一歲，外號「小老鼠」。雙親火災喪生，監護人世明舅舅跑路，屢逃脫安置社工家，纏著天送認爸爸，天送將其帶回海釣場，因常被帶去派出所，懼怕阿富。起先遭誤會是天送在外偷生的兒子，面容和天送十分相像。有春曾認養，交給阿珍照顧，認養後仍常常四處亂跑，月英從新加坡回來常因其和天送、有春爭吵，甚至揚言要和天送離婚，後交還世明撫養。和萱萱不合，常被她打。 |
| 康丁              | 康安進                                                                                                   | 郭英俊之岳父，有春之舊識。在大廟當廟公，外號「焢番薯」。三、四十年前有春當兵時第三營、第三連、第三排的士官長，在部隊愛玩十三支，人稱「老K大」，當年有春因故安上逃亡罪名，被送軍法，因自己的幫忙，才倖免於難改判重禁閉兩個月。認為英俊宗教信仰太虔誠，會影響女兒將來的幸福，遲遲不肯同意婚事。後來水底寮協助有春管理魚塭。 |
| 方駿              | 方世玉                                                                                                   | 老方 台北人，任職警察二十年，斯文年少時對其十分照顧，稱其為「叔叔」。從台東池上調來水底寮做外勤，在台東三上部落常幫忙照顧小孩，接替阿富的管區工作，剛調來水底寮誤認英俊是大陸偷渡客，任職期間只希望有春、粗皮別常常惹事，讓自己能安穩退休。非常關心斯文的婚事，曾和粗皮兩人想盡辦法撮合他和迎弟。斯文被鄉親誤會捲款潛逃連帶受波及，被村民認為包庇斯文、和他私通。對阿純一見鍾情。後升任巡佐，提早辦退休。 |
| 方駿              | 彭杜段敏                                                                                                 | 彭風之夫，彭粉之父。外省人，幫友作保50萬，被抓去坐牢後鬱悶而終。跟方世玉容貌相像。 |
| 楊慶煌            | 楊斯文                                                                                                   | 宜蘭羅東人，迎弟以前建設公司委託行銷部的企劃主任、渡假村執行長。父母已過世，年少時講義氣，常幫朋友出頭，為此入獄服刑，後在世玉的幫助下走向正途。南下看土地，開車撞到失魂落魄的天送。要在水底寮開發休閒娛樂度假村。聘請粗皮雄當籌備處顧問。滿懷理想欲大顯身手，豈料開發不成又招惹一身腥。度假村計畫終止後，從事「金鎖匙」啤酒總代理生意，擔當經理，邀請迎弟一同加入。粗皮雄一直撮合他和迎弟，但雙方感情未開花結果，最終與靜玉一塊去美國。(原先名稱為「金鑰匙」啤酒) |
|                   | 高志 | 邱美琪之親生父親、度假村籌備處主任。度假村撤銷開發後不甘心血白費捲款2885萬元潛逃，讓斯文、迎弟粗皮獨自承受鄉親施予的壓力。之後良心發現悉數歸還回退給投資者。後改行當中盤商銷售南投農產品，開貨車四處去幫人送貨補貨，人稱「老高」。過去曾跟阿嬌在一起，生下美琪後棄之不顧。之後在外面遇到親生女兒美琪，因為不認識他，誤會他是色狼，知道美琪已經知道自己就是她的親生父親，認為自己虧欠阿嬌、美琪太多不敢和她相認，後和美琪相認。1775撞傷小菱，帶她到醫院治療。 |
| 黃玲              | | 金光黨，小李之大姐。聯合小李用假金子詐騙洪茶和粗皮雄，得手40萬元。後與小李一起被世玉逮捕。 |
| 李志祥            | | 小李，金光黨。 |
| 李波              | 吃銅 | 阿好嬸之乾兒子。50幾歲，未婚，個性古怪難相處，天送小學時曾誣賴他偷自己後院的楊桃。剛出生因為難撫養，母親曾將其送給阿好嬸當乾兒子，水底寮所有人說的話都不聽，只聽乾媽阿好嬸的話。在溪邊救了失憶的粗皮雄。斯文渡假村開發案一塊畸零地的地主，斯文之前想像其購買土地未果。弟弟吃鐵，兄弟兩人個性截然不同。（983、992集謝銅） |
| 康祺              | 阿吉 | 曾光之父，魚販，批有春海釣場的魚至市場販賣。因海釣場送來的魚有問題，來有春家興師問罪，喝到假酒住院。 |
| 小張菲            | 阿飛 | 父親田螺開火鍋店。黑瓜的跟班，傳簡訊、傳真到海釣場恐嚇取財，縱火燒摩托車、蓋粗皮布袋，報復有春、粗皮，後阿義逼去警局自首。之後仍死性不改受林嘉宏指使偷偷在有春海釣場的魚塭放毒，因為急需用錢，綁架阿賢向阿來嫂勒索100萬贖金，被粗皮跟秀玲抓到被警察逮捕，假釋出獄後和阿明阿木聯合綁架粗皮，相繼落網再被補。1038縱火燒摩托車，1045蓋粗皮布袋，1571在有春海釣場下毒（1038集輝哥，1041集阿輝） |
| 尤瓏澍            | 張黑瓜                                                                                                   | 瓜仔 當地流氓，阿菲的老大，連成之大舅子。教唆手下兜售「兄弟茶」。曾為接骨師，飛龍師之大徒弟，師傅飛龍師過世國術館歇業後，曾做過舞獅，招弟小時候跌倒曾為她治療腳。過去跟阿義一起坐牢。代表月英向迎弟討取度假村投資金額卻捲走月英的錢跑路被捕入獄。由伯父帶大，因妹妹的死怨恨妹婿連城。交保出獄後貪圖連城手上開發魚塭的錢財，向其索討100萬開賭場未果，帶走萱萱索討100萬元，連城擅自以白紙付款，贖金提高為300萬元。被月英拿菜刀追，逃至啤酒經銷商勒索粗皮雄300萬元，和連城扭打，粗皮雄趁隙用花盆砸暈，倒地落網。出獄改開水果行做生意 |
| 柳丁              | 阿龍 | 外號「暈船的」。阿欣的大表哥。弟弟阿敏，外號「過敏」，曾看不順眼拿刀砍黑瓜。通報黑瓜偷渡的消息給世玉，阿義為其弟弟作保，後阿敏跑路，害阿義財產房子被查封。 |
| 郭靜純            | 阿好 | 魚販，妹妹做老師小時候跟招弟同班，弟弟在當公務員。父母早逝，為照顧弟妹不願嫁人，如今弟妹皆已成家立業仍未婚。入圍屏東模範母親，有春介紹給粗皮雄的相親對象，但因粗皮白目的性格，這次相親告吹。 |
| 龍千玉            | 江玉琴(龍千玉)                                                                                           | 阿玉 洪茶表妹，白冰冰之同事。歌星，洪茶介紹給粗皮雄的相親對象，但因為自己嫌粗皮太老而失敗。 |
|                   | 阿益 | 開車撞連城肇事逃逸。送啤酒給經銷商的快遞司機。 |
| 馬如風            | 馬連城                                                                                                   | 老馬 阿狗的表弟，瓜仔之妹婿。有「流氓城」之稱。三代從事水產行業養殖鰻魚，和黑瓜的妹妹離婚後，轉移去大陸經商，失敗回國發生車禍，迎弟將他送醫並安排住成屋三樓。粗皮雄稱「黑仙」。與有春、阿狗、迎弟合股水產事業尋求東山再起，不料遭受黑瓜糾纏，牽扯出押走萱萱的大風波，自覺無顏立足水底寮不辭而別。 |
| 王韻婷            | 王小婷                                                                                                   | 啤酒經銷商會計。（1142集王小琴） |
| 吳朝駿            | 阿龍 | 提供魚塭，有春承租，讓連城管理經營水產事業。 |
| 林千鈺            | 林靜玉                                                                                                   | 林文義之女。個性倔強，從小在國外念書。啤酒總公司總經理、斯文上司。認為父親當年被卓天保打成植物人，吳迎弟是罪魁禍首，所以處處針對迎弟要討回公道，惡意挖角美容院員工，利誘換簽新銷售合約再逮住經銷商違約事實求償6000萬元。在弄清父親事件始末後，獲得成長，不但不追究，甚至認可迎弟經營能力想給予金鎖匙台灣總代理權。後來和斯文一起去美國。因啤酒同業惡性競爭，了解迎弟營運之難處，建議歸還經銷權以減少損失。 |
| 蔡文星            | 蔡董 | 救治月英的婦產科醫師。愛哭芬的舅舅。 |
| 夏艾萱            | 夏艾萱                                                                                                   | 啤酒經銷商女員工。 |
| 吳婉君            | | 彭風介紹來應徵美容院小妹一職，未果。 |
| 邢佩玲            | | 月英新請的美容院小妹，被月英嫌棄動作慢、笨手笨腳的。 |
| 李昀珊            | 林昀珊                                                                                                   | 阿珊 彭風介紹至美容院工作的小妹，上班不到一天即被靜玉挖角。 |
| 楊馨雅            | 楊馨雅                                                                                                   | 阿雅 彭風介紹至美容院工作的小妹，上班不到一天即被靜玉挖角。 |
| 洪瑞霞            | 阿霞 | 環保義工，常來粗皮的啤酒公司收廢紙。曾送豬哥三輪車。有貧血老毛病常暈眩昏倒。丈夫當老師，後肝病逝世。含辛茹苦拉拔獨子阿豪長大栽培到博士，百般寵溺凡事順從。為替阿豪辦婚事起會籌錢，因籌措不出留遺書徘徊東港溪想自殺。用自家祖厝加上粗皮雄襄助的一間成屋向農會貸款120萬元讓阿豪得以在台北購新屋付頭期款。阿豪悔改後，結束標會與借貸。 |
| 張鈺凰            | 林秀玉                                                                                                   | 富家千金，阿豪未婚妻。起初被粗皮、彭風認為個性驕縱傲慢，阿豪是受她影響才會變壞，實則溫柔乖巧，對阿豪的欺騙與不孝非常失望一度想結束感情，迎弟讓她暫時住在吳家，粗皮借此試探她的個性，後來言歸於好。 |
| 李哲雄 （李翔）   | 小祥 | 愛哭芬之友。（1268集小翔） |
| 蔡炳承            | 馬克 | 愛哭芬之友。 |
| 李威德            | 威德 | 愛哭芬之友。 |
|                   | | 阿倫獄友，做扒手入獄，外號「快手」。假釋後阿倫介紹來啤酒經銷商工作，稱阿倫「倫哥」。手癢偷大頭斌手機當場被逮，送至派出所。 |
| 陳子強            | 康建龍                                                                                                   | 康金順之子。身為民意代表兒子而自尊心強，喜歡愛哭芬、一度展開追求，卻引起小甜甜嫉妒而使愛哭芬眼睛受傷，內疚之餘，一直在愛哭芬身邊照顧、直到愛哭芬康復也不離不棄，也為了愛哭芬而與父親衝突過。 |
|                   | 欣憲 | 康金順服務處男員工。（1337集欽憲） |
| 潘祈諺 （潘逸安） | 彼得 | 建龍之友。 |
| 劉香慈            | 娃娃 | |
| 李瑄              | 妞妞 | |
| 梁又南 （梁佑南） | 陳佳慧                                                                                                   | 黑面之妹。 |
| 黑面 (林郁順)     | 黑面 | 佳慧之兄。知道粗皮雄欣賞自己妹妹，不顧兩人年紀差距大，硬是撮合，引起粗皮雄與迎弟衝突。 |
| 吳皓昇            | 吳德成                                                                                                   | 吳春緞次子、阿富的老朋友兼高中同學。善良尚義，卻因失業而一度過上走投無路、被迫向阿明與阿木借高利貸的生活，因此連車帶貨的偷走粗皮雄公司的貨車、意圖擄車勒贖但最終失敗被捕。後來經阿富介紹來到海釣場工作，深得有春的信任。 |
| 曾富玲 （曾晴）   | 吳春緞                                                                                                   | 林德華、吳德成之母，嗜賭如命，1464因心臟病發去世。 |
| 陳清達            | 阿明 | 張習明 高利貸當舖頭家，曾與有春為了阿成的欠款而針鋒相對。起初十分看不起阿成，直到阿成為了迎弟因黑面賭債而造成的300萬欠款、按其開出的條件用刀自殘一次，因此才對阿成改觀，和阿飛阿木聯合綁架粗皮，向迎弟勒索贖金六百萬，後相繼被逮入獄。1959綁架粗皮 |
| 江中              | 阿木 | |
| 錢多安            | | 騙子。 |
| 錢多安            | 林美婷                                                                                                   | |
| 潘建元 （潘健元） | 曾光 | 阿吉之子，喜憨兒。 |
| 張佑鳴            | | 來粗皮公司訂購羊奶。 |
| 張佑鳴            | 阿國 | 阿重之父，水底寮村民，粗皮朋友，常跟他在公園下棋。有春中風時，被粗皮索討有春中風的慰問金。跑到北港幫兒子阿重祈福，恰巧碰到正在外面避風頭的有春跟天送 |
| 如花 （林雅惠）   | | 稱讚阿倫是帥哥。應徵天英公司未錄取。 |
| 莊高任            | 小高 | 莊高任 天英公司男員工。 |
| 陳盈潔            | 林青香                                                                                                   | 陳登來認的義妹，替他處理事業的公關部分。天英公司名譽顧問。挾雄厚資金優勢砸錢促銷，使得飛泉啤酒迅速站穩市場。 |
| 林洪耀坤          | | 醉漢 |
| 林洪耀坤          | 阿昆 | 阿倫之友。40幾歲，姓李，母親在廟裡賣香，和阿倫同在少年感化院待過，出獄後從事貿易工作，和迎弟、天送多次商量合作、入股，未果，暗中派人砸迎弟公司、拿鞭炮炸海釣場辦公室炸傷阿狗，甚至去迎弟家門口潑油漆，以此恐嚇迎弟，後在迎弟的勸說下，想通改過向善，現幫母親一起賣香，另找頭路。2192阿昆，後稱阿坤。2193派人砸迎弟公司，2196派人拿鞭炮炸海釣場辦公室炸傷阿狗。 |
| 小明哥            | | 暴露狂,後被彭風抓去派出所。 |
| 朱國宏            | 林嘉宏                                                                                                   | 林海坤之獨生子，父親和月英父親萬來曾經一起投資鰻魚苗，最後魚塭生意慘賠，讓海坤獨自承擔債務，最後想不開跳樓自殺，讓嘉宏決定找萬來報復，但萬來已經過世，所以改找月英報復，替自己的父親討回公道。於是想方設法進入天英公司著手自己的復仇計畫，先是派阿飛偷偷在有春海釣場的魚塭下毒，接著設計陷害月英拿裝有跟自己偷腥的底片威脅她拿錢出來換，害天英公司破產，底片也被天送發現，害月英被趕出卓家，讓所有人非常不諒解他，後悔改，大家也都原諒他。之後自己也開了公司，喜歡迎弟，粗皮曾極力撮合他跟迎弟，粗皮被阿明拿槍威脅時，奮不顧身擋在粗皮前面，讓粗皮非常感動，視他為自己的準女婿，後因迎弟燒傷住院，粗皮失憶，代替迎弟掌管公司，公司出狀況時私自離去，遭到粗皮、大家的不諒解，被表哥嘉明陷害時大家也誤會他，粗皮也視他為仇人，誤會冰釋後，和迎弟公司一起合作外銷農產品，後去大陸開發水果業務。1584叫阿飛把阿狗打傷，1588設計陷害月英,1709被天送打傷昏迷,1720甦醒 |
| 袁慶芳            | 王秀玲                                                                                                   | 阿賢之母，阿忠（歿，死於空難）之妻 阿來嫂之媳婦。粗皮雄的鄰居，因為思念兒子常常三更半夜偷偷哭泣，因為一些誤會對粗皮態度不好，後道歉。被婆婆阿來嫂趕出李家，住在粗皮家隔壁，之後為了幫生病住院的婆婆回家拿東西發生車禍，讓阿來嫂很過意不去，後再粗皮、迎弟的幫助下回到李家團圓。1586出車禍昏迷，1589甦醒。(片頭為袁芳儀) |
| 梅芳              | 阿來嫂                                                                                                   | 阿來之妻，阿忠之母，阿賢之祖母，阿飛之嬸嬸。粗皮常常叫她「老番顛」（老糊塗），兒子空難死後，留有一大筆賠償金，認為秀玲拿到巨額賠償金，會棄她跟阿賢不顧，所以把秀玲趕出家門，極度溺愛孫子。在秀玲出車禍後，對她很過意不去，之後再粗皮、迎弟的勸說下，讓她回來家裡團圓。常用客語說話，也會用客語罵粗皮，讓粗皮聽不懂。1636讓秀玲回家團圓 |
| 李志文            | 阿賢 | 王秀玲之子，阿來嫂之孫子。因為奶奶過度溺愛加上媽媽沒有在身邊管教，所以對長輩沒大沒小，後改進。很討厭媽媽，不希望秀玲回家團圓，之後再粗皮的幫助下回到媽媽身邊。 |
| 洪喻蕎            | 阿菊 | 月英的閨蜜，再月英得到血癌住院的這段時間無微不至的照顧她 |
| 宋秝              | 宋老師                                                                                                   | 宋秝 迎弟請來教阿賢英文的老師 |
| 李威              | 李老師                                                                                                   | 李威 迎弟請來教阿賢英文的老師 |
|                   | 邱老師                                                                                                   | 萱萱的幼稚園老師。 |
|                   | 搖頭婷                                                                                                   | 有春海釣場的員工。 |
| 連志祥            | 豆腐連                                                                                                   | 水底寮村民，海釣場釣客。 |
| 連志祥            | 拖屎連                                                                                                   | 天保、迎弟剛到台北遇到的金光黨，偷了迎弟、天保的包包。 |
| 連志祥            | 精神病院患者。                                                                                           | |
| 林冠廷            | 小林 | 林冠廷 天英公司男員工。 |
| 蕭瀟              | 蕭瀟 | 彭風的姪女，住在大陸。跟張勛傑一起來粗皮家拜訪 |
| 張勛傑            | 張勛傑                                                                                                   | 蕭瀟的朋友，跟蕭瀟一起來粗皮家拜訪 |
| 方順吉            | 邱順吉                                                                                                   | 阿西之養子，邱美菱、邱美琪之養兄。時常外出鬼混，讓阿西十分擔心，之後在北部工作。跟美琪一樣怨恨母親，反對她回家團圓，還為此說話忤逆她，後在看到母親企圖跳樓自殺時，原諒她，下跪跟母親道歉，希望母親能回家團圓。 |
| 林儷勳            | 佳雯 | 順吉的女朋友 |
| 陳博正            | 阿西 | 阿西海產店老闆，邱順吉、邱美菱、邱美琪之養父。伙頭軍,和有春、粗皮是當兵舊識，收留月英（心蓮）讓她在店裡幫忙，不怨恨妻子拋棄他跟兒女二十多年，對三個不同父親的孩子識如己出般疼愛，妻子阿嬌出現後，極力勸說美琪希望讓她回家團圓，知道粗皮喜歡淑敏，極力撮合他們倆。美琪交男朋友後，非常擔心她，一次爭吵中，失手扇了她一個耳光。 |
| 黃偉              | 阿東 | 阿西海產店的師傅 |
| 吳育菱            | 邱美菱（謝美菱）                                                                                         | 謝慶元之親生女兒，阿西之養女。綽號「小菱」,月英（心蓮）來家裡工作時，非常喜歡她，母親阿嬌出現後，一直希望媽媽能回來團圓照顧她。1775發生車禍短暫失憶 |
| 周孝虹            | 邱美琪（高美琪）                                                                                         | 高志之親生女兒，阿西之養女，邱美菱之養姐。大學生，不滿母親阿嬌拋夫棄子二十年，認為她回來家裡只會破壞家庭，所以極度反對讓母親回來團圓，在粗皮執意讓阿嬌回到家裡團圓後，帶美菱離家出走，害美菱出車禍，很自責，經粗皮開導同意母親回來探望美菱，但仍反對她回家團圓，看到母親企圖跳樓自殺時，向母親道歉，希望她回家團圓。之後在外面遇到生父老高，因為不認識他誤會他是色狼，知道真相時，對他很不諒解，再阿西的勸說下，原諒他，決定與他相認。後來交了男朋友，性格變得叛逆，甚至開始忤逆父母，認為他們管教太嚴厲，常常不在家，出去外面和男朋友鬼混，後再迎弟的勸說下和母親道歉回家。 |
| 林玉紫            | 春嬌 | 阿嬌 阿西之妻，邱順吉、邱美菱、邱美琪之母。粗皮稱她「瘋女人」，一個人獨居，跟月英一樣在賣玉蘭花，年少時為了追求愛情拋棄阿西二十年，後來很後悔試著想彌補對兒女的虧欠，兒女美琪、順吉極度反對讓她回家。順吉還為此說話忤逆她，讓她想不開企圖跳樓自殺，最後順吉、美琪跟她道歉認錯，打消自殺的念頭回到阿西家團圓。1709救了被天送打傷昏迷的林嘉宏，把他送到診所醫治，1803企圖跳樓自殺，1804回到邱家團圓。 |
| 謝雷              | 謝慶元                                                                                                   | 邱美菱之親生父親。粗皮稱他「小謝」，有錢人，年少時曾和阿嬌在一起，生下美菱，因為自己膝下無子，所以委託律師去和阿西商量讓美菱回到謝家認祖歸宗。1731謝慶元，後稱謝慶源。 |
| 黃劍輝            | 黃劍輝                                                                                                   | 謝慶元請的律師，勸說阿西讓美菱回到謝家認祖歸宗 |
| 雷峰              | 阿峰 | 謝家的管家，負責載美菱上下課 |
| 楊凱琪            | 楊淑敏                                                                                                   | 美琪、美菱之乾姑姑。阿西在外認的妹妹。住在南投，曾有過兩段失敗的婚姻，做銷售農產品的生意，阿嬌的朋友。當年看阿西為人很好，年紀一大把了還未結婚，於是介紹自己的朋友阿嬌給阿西認識，誰知結婚之後，阿嬌對阿西根本沒感情，常常離家出走，讓她對阿西感到很抱歉。後和迎弟合作在她公司推銷農產品，搬來屏東跟阿西住。欣賞粗皮，粗皮喜歡她，自己也喜歡他，但因為被阿嬤斷言有剋夫命不能嫁人，再加上自己的前兩任都是訂婚之後才發生意外(車禍、九二一大地震失蹤)所以不敢答應跟粗皮交往，後被他感動，與他訂婚，訂婚沒多久粗皮就發生車禍昏迷不醒，讓她很自責,向迎弟提出退婚，離開水底寮。1823被阿狗亂放在路邊的炮炸傷，1870和粗皮訂婚 |
| 黃翊庭            | 小淑敏                                                                                                   | 童年淑敏 |
| 八哥              | 榮華 | 富貴之夫，58歲。住在粗皮倉庫隔壁，失業沒工作，常因為不認真找工作，跑去海釣場釣魚，被老婆富貴責罵，甚至最後兩人吵起來，常偷拿老婆的私房錢去賭博，水底寮吵架出名，曾去老高工作的工地應徵零工，未果。再一次跟富貴爭吵當中，一時想不開去海釣場廚房拿瓦斯桶想引爆自殺，後沒勇氣點火，被警察送去派出所，常常怨恨自己沒能力賺錢，沒辦法給老婆過好日子，必須要老婆出外賺錢來養活自己，後到迎弟公司幫忙推銷農產品，因為要還酒店錢，向地下錢莊借錢，為此和老婆吵架，一時衝動想不開引爆瓦斯桶，不但波及粗皮的倉庫，也害迎弟被火焚燒毀容，兩人也身負重傷，送醫急救，現已康復，康復後，罹患肺病，行動不便。1997引爆瓦斯桶 |
| 大目仔            | 富貴 | 榮華之妻。本來和阿國也有感情，後嫁給榮華，常因為丈夫失業不去找工作，去海釣場釣魚、賭博，而跟他吵架，誰要是去勸架就會受到池魚之殃，水底寮吵架出名，時常埋怨老公無能，不會賺錢，必須靠自己出門賺錢養活他，最討厭丈夫去釣魚，曾為此放話要把他推到魚池裡，之後到迎弟公司幫忙推銷農產品，知道老公去向地下錢莊借錢，和他吵架，老公一時想不開引爆瓦斯桶，受重傷送醫急救，現已康復，康復後，生活非常困苦、經濟拮据，只能出去賣口香糖賺錢養活老公跟自己。 |
| 林佳諺            | 彭柑 | 彭風之妹，吳朝雄(歿)之妻。宜蘭人，個性迷糊，粗皮曾誤會她是淑敏的姐姐，隨身攜帶老公的神主牌位，好可以隨時唸祂。 |
| 曾振德            | 陳家寶                                                                                                   | 阿寶 阿霞之孫子。11歲，爸爸英年早逝，媽媽也丟下他捲款潛逃。非常孝順奶奶，常幫奶奶出去撿破銅爛鐵換錢回家貼補家用，為了不讓奶奶餓肚子，去粗皮的工寮偷拿便當，不想和奶奶分開跟媽媽去台北，於是拜託粗皮把自己藏起來。 |
| 江青霞            | 阿霞 | 陳家寶之祖母，陳春雄(車禍過世)之母。兒子和天送是同學，個性懦弱，和有春、粗皮是舊識，身體不好。本來和兒子一起搬到高雄做生意，兒子車禍去世後搬回水底寮居住，和孫子阿寶相依為命兩年，感情極深，聽到阿玲要帶阿寶上去台北，但不願意帶她，非常捨不得和孫子分開，後在有春的幫忙勸說下，媳婦同意帶她一起上台北。 |
| 黃佳婈            | 黃家玲                                                                                                   | 阿玲 陳家寶之母，阿霞嬸之媳婦，陳春雄之妻。丈夫過世之後，因為工廠本就經營不善，於是把工廠賣掉和朋友合資生意，因為太忙碌所以一直沒有回來水底寮，害阿霞以為她要拋下她們祖孫倆不管。來水底寮找到阿霞說明要帶阿寶上去台北讀書，但不願意帶婆婆一起上去，阿寶不見這段期間一直懷疑是婆婆把兒子藏起來，兒子回來後再有春的勸說下，答應讓阿霞跟他們一起上台北。片頭黃家稜 |
| 陳仲軒            | 陳志龍                                                                                                   | 美琪之男友。咖啡廳老闆，和美琪交往，但遭阿西阿嬌極力反對，為此美琪離家出走，後在美琪跟迎弟向阿西阿嬌溝通勸說後，不再反對自己和美琪交往，彼得和美琪交往後，怕美琪會被彼得搶走，常常阻止她和彼得往來，後在迎弟的勸說下，決定與他公平競爭追求美琪。後和父親一起去大陸。 |
| 盧靚              | 陳麗娟                                                                                                   | 陳進財之妹。天送一次開車不小心撞到她，和哥哥進財一起設計天送仙人跳，進財騙天送說她是自己的未婚妻，看到天送憨厚老實，良心覺得很過意不去，勸說哥哥希望他能罷手，趕快去找正當工作來做，自己也一直努力找工作但仍碰壁，後和哥哥悄悄搬離水底寮。 |
| 張文進            | 陳進財                                                                                                   | 阿財 陳麗娟之兄。父母早逝，獨自一人撫養妹妹長大，本來四處打零工賺錢，後因找工作屢碰壁，而決定開始靠行騙賺錢，和妹妹麗娟一起設計天送仙人跳，騙天送說麗娟是自己的未婚妻，並要求遮羞費三十萬，後來天送請粗皮解決，搞砸了之後費用提高到一百萬，後月英出面處理才妥協已三十萬和解，後仍死性不改，設計陷害豆腐連，但因妹妹不肯跟他合作而失敗。 |
| 小芭比            | 芭比 | 怡仁綜合醫院護士，迎弟被燒傷期間負責照顧她，後來迎弟公司任職會計，填彭粉的缺。 |
| 劉曉憶            | 劉曉玉                                                                                                   | 阿玉 芭比之阿姨，粗皮稱她「一堆肉、壯士」，為人熱心，做看護已有七、八年經驗，之前當過護士，再土地公廟替快昏倒的粗皮按摩，失憶時的粗皮曾以為她是仙女，受迎弟之託幫忙照顧失憶症的粗皮，粗皮記憶恢復後，繼續待在吳家照顧粗皮的生活起居，阿強因為自己的疏忽，被嘉明綁走，十分自責、內疚，阿強回來後，自請離職（但迎弟沒有答應，只讓她休息一個禮拜再回來） |
| 游耀光            | 林嘉明                                                                                                   | 林嘉宏之堂兄，高醫師之學長，權威醫生。再醫院助人無數，頗受好評，替被火燒傷的迎弟動手術，非常孝順母親秀鳳，母親秀鳳瓦斯中毒過世後，聽信阿珠讒言認為是粗皮害死秀鳳，因此對粗皮懷恨在心，先是綁架阿強讓嘉宏被誤會是兇手，接著在偷取迎弟公司的客戶資料給嘉宏害迎弟公司損失慘重，開車撞粗皮，卻撞到無辜的阿喜。喜歡迎弟，粗皮也一直撮合她倆，為了追求迎弟接近她，好報復粗皮，常常陷害嘉宏，害他遭到大家的不諒解，讓他沒機會追求她，後在嘉宏的規勸下，意識到自己的錯誤，向粗皮、阿喜懺悔，決定要跟粗皮、有春去警局自首（但後來粗皮不忍心，決定放他走），後決定出國進修。2111綁架阿強，2117竊取迎弟公司資料，2138開車撞粗皮 |
| BB (姜富美)       | 林李秀鳳                                                                                                 | 林嘉明之母，林國勇之妻。粗皮、有春之舊識。罹患阿茲海默症多年，時常擔心兒子，獨自跑去醫院看他。之前住在水底寮，三十年前丈夫和有春、粗皮是拜把兄弟，有春見阿勇一直沒工作，於是介紹跑船的工作給他，阿勇曾交代有春要替自己好好照顧妻子，後阿勇船難過世，有春時常來照顧她，因兩人關係太過親近，讓全村認為有春對自己有意思，甚至之後懷孕，也被說肚子裡的孩子是有春的，為此離開水底寮來到高雄，靠著在廟口賣香、金紙、撿柴、打零工將嘉明拉拔長大，2095因為瓦斯中毒過世。 |
| 陳思帆            | 洪美珠                                                                                                   | 阿珠 林嘉明家請的女看護。常為了自己方便出門打麻將，拜託別人照顧秀鳳，甚至將秀鳳丟在家，常在秀鳳吃的藥裡摻安眠藥騙秀鳳吃害她嗜睡，事情揭發之後被嘉明開除，後到嘉宏公司上班，時常挑撥離間嘉宏嘉明的感情。秀鳳過世後曾到水底寮散佈粗皮害死秀鳳的謠言，看嘉宏事業成功，起貪念，嘉宏交代自己去銀行領錢的途中，將公司全部2000萬財產提領出來，捲款潛逃。拿到巨額財產後良心不安，開始罹患憂鬱症，必須長期服藥控制，後在迎弟的勸說下，將2000萬全數還給嘉宏，並當面跟他道歉。 |
| 素珠              | 阿姑 | 曾歡喜之姑姑，有春之表姑姑，天送之姑婆。長期住在美國，有春粗皮被她從小打到大，十分懼怕她。 |
| 周婷穎 （周婷婷） | 阿萍 | 阿喜的學生，外籍新娘，廈門人，之前在工廠做女工，丈夫過年前出去打零工，在工廠摔斷腳，必須休息七、八個月，為了家庭生計，到小吃部上班，向老闆借十萬塊，在哪裡工作邊還錢，粗皮為此烙人去小吃部砸店(後被抓去看守所)，之後在嘉宏跟老闆商量下，得以離開小吃部。 |
| 赫容              | 美惠 | 陳克峰之妻，阿華之母。阿喜在社會局工作的同事，將存的錢全拿給丈夫做生意，後丈夫生意失敗，負債累累，丈夫又一直找不到工作，整天意志消沉，丈夫又用現金卡借三十萬來繳女兒的補習費，為此十分煩惱，常和丈夫吵架，丈夫甚至為此想要離婚自己承擔債務，一次吵架，丈夫想不開自殺，所幸獲救，在阿喜跟有春的勸說後，丈夫決定振作起來，努力找工作來償還負債。 |
| 王滿嬌            | 吳阿滿                                                                                                   | 珊珊、珮珮、阿弟仔之祖母。60幾歲，個性堅強，兒子在大陸經商音訊全無，靠著在香客大樓打掃、幫人洗衣服賺錢撫養孫子女長大，在社會局認定自己沒能力撫養孫子，要將珊珊帶去寄養家庭時，極力反對，不想跟孫女分開，為此求助阿喜，後高姓夫婦認自己為乾媽，將阿弟、珮珮一起接回家和珊珊同住。 |
| 鄭禹瑄            | 吳珊珊                                                                                                   | 阿滿之二孫女，阿弟仔之姐，珮珮之妹。7歲，乖巧懂事，阿喜在麵攤吃麵時和她認識，自小父母離異後，母親幾乎沒來探望過她，父親在大陸經商但一直沒有消息，由祖母阿滿姨撫養長大，時常沒去上學幫祖母照顧弟弟，也會幫祖母洗衣服，在社會局要把自己帶去寄養家庭時，表明不想和弟弟、姐姐分開，之後仍被迫和姐弟分開，由社會局安排給高姓夫婦領養，因太思念祖母而偷跑回家，被粗皮帶去藏在香客大樓，但被有春發現帶回，交還給祖母阿滿，後阿滿和養父母商量的結果，決定讓自己輪流跟祖母、養父母住，慢慢適應環境，也順便跟養父母培養感情。 |
| 沈欣慧            | 吳珮珮                                                                                                   | 阿滿姨之孫女，珊珊、阿弟仔之姐。 |
| 陳智楷            | 阿弟仔                                                                                                   | 阿滿姨之孫，珊珊、珮珮之弟。 |
| 張銘              | 張仁華                                                                                                   | 林醫師之學長，曾歡喜之前男友。醫學博士，鼻咽癌權威醫師，未婚，大部分時間都住在美國，特地來水底寮找尋前女友曾美惠(歡喜未改名前的名字)，跟她已經未曾謀面二十年，當年因為父母反對，因而不能娶阿喜，後兩人相認，像阿喜求婚，但阿喜坦白說自己已經喜歡粗皮了。 |

### 特別客串
| 演員             | 角色             | 關係／簡介 | 登場集數          |
| 蘇嘉全           | 蘇嘉全           | 時任屏東縣縣長。受邀擔當國清與迎弟婚禮的證婚人，後婚禮延期未舉辦。粗皮雄和滿足曾進入屏東縣政府拜訪，吳家客廳也懸掛著夫妻倆與蘇嘉全縣長的合照。 | 253               |
| 李沛綾           | 李沛綾           | 蔡東文導播帶領粗皮雄和迎弟參觀民視攝影棚，看《飛龍在天》拍戲。                                                                                 | 277               |
| 賈靜雯           | 賈靜雯           | 蔡東文導播帶領粗皮雄和迎弟參觀民視攝影棚，看《飛龍在天》拍戲。                                                                                 | 277               |
| 江宏恩           |                  | 蔡東文導播帶領粗皮雄和迎弟參觀民視攝影棚，看《飛龍在天》拍戲。                                                                                 | 277               |
| 張琴             |                  | 蔡東文導播帶領粗皮雄和迎弟參觀民視攝影棚，看《飛龍在天》拍戲。                                                                                 | 277               |
| 崔浩然           |                  | 蔡東文導播帶領粗皮雄和迎弟參觀民視攝影棚，看《飛龍在天》拍戲。                                                                                 | 277               |
| 胡瓜             | 胡瓜             | 相偕蒞臨卓家宣傳民視週日晚間九點新綜藝節目《綜藝有樂町》。 董至成與天送當兵同梯。                                                              | 408,1139          |
| 董至成           | 董至成           | 相偕蒞臨卓家宣傳民視週日晚間九點新綜藝節目《綜藝有樂町》。 董至成與天送當兵同梯。                                                              | 408               |
| 馮凱             | 馮凱             | 民視《飛龍在天》導演。粗皮雄至民視攝影棚試鏡所見。                                                                                             | 446               |
| 楊瓊瓔           | 楊瓊瓔           | 時任台中縣立法委員，向節目介紹農產品及漁業。                                                                                                   | 618,624           |
| 蔡煌瑯           | 蔡煌瑯           | 時任南投縣立法委員，向節目介紹農產品。 | 620               |
| 彭百顯           | 彭百顯           | 時任南投縣縣長，向節目介紹農產品。 | 621               |
| 廖風德           | 廖風德           | 時任宜蘭縣立法委員，向節目介紹宜蘭縣觀光景點與農產品。 與有春、粗皮雄當兵同梯。                                                                | 638,639           |
| 李翁月娥         | 李翁月娥         | 時任蘆洲市民代表會副主席，純粹客串。 | 696               |
| 李承德           | 李承德           | 九哥，坐在李翁月娥左手邊客串演出。 | 696,849           |
| 曾蔡美佐         | 曾蔡美佐         | 時任雲林縣立法委員，於北港朝天宮接待有春等人。                                                                                                 | 735,803 1157,1452 |
| 蔡永常           | 蔡永常           | 時任北港朝天宮董事長，綽號黑松。與有春當兵同梯。                                                                                               | 735,803           |
| 呂勝南           | 呂勝南           | 交趾陶大師。有春一家曾來拜訪之。與有春當兵同期。                                                                                               | 736               |
| 楊國夫           | 楊國夫           | 時任澎湖天后宮主委。來北港朝天宮進香。 | 803               |
| 李劉珍芬         | 李劉珍芬         | 李承德之妻，客串演出。 | 849               |
| 楊秋興           | 楊秋興           | 時任高雄縣縣長。 | 1022              |
| 陸淑美           | 陸淑美           | 時任高雄縣議會副議長。 | 1022              |
| 周遊             | 周遊             | 阿狗的姑姑。來卓家拜訪。 | 1113              |
| 韓瑜             | 韓瑜             | 隨周遊來卓家拜訪。 | 1113              |
| 許傑輝           | 許傑輝           | 當時民視週日綜藝《綜藝大集合》的主持人，為「壽星大發」單元 尋找余清源的救命恩人，邀請粗皮雄和有春上節目。                                      | 1139              |
| 楊思敏           |                  | 當時民視週日綜藝《綜藝大集合》的主持人，為「壽星大發」單元 尋找余清源的救命恩人，邀請粗皮雄和有春上節目。                                      | 1139              |
| 袁小迪           | 袁小迪           | 歌星。推銷歌唱學習機。天送同學。 | 1347,1348         |
| 蔡敏貞（蔡沁瑜） | 蔡敏貞（蔡沁瑜） | 報導卓萱萱失蹤新聞的女主播。 | 1399,1400         |
| 羅瑞誠           | 羅瑞誠           | 報導阿嬌跳樓的記者。 | 1803              |
| 翁金珠           | 翁金珠           | 時任彰化縣縣長。宣傳2004年在彰化縣舉辦的台灣花卉博覽會。                                                                                       | 1425              |
| 王明玉           | 王明玉           | 時任民視副總經理。民視團隊承辦花卉博覽會，王副總為計畫主持人。                                                                                 | 1425              |
| 陳錫堅           | 陳錫堅           | 時任彰化縣田尾公路花園發展協會理事長。拜把大哥是康金順。                                                                                       | 1426              |
| 蔡同榮           | 蔡同榮           | 民視公司創辦人之一。粗皮找來介紹給中風的有春認識，教導有春一些預防中風的秘訣。                                                                 | 1744              |
| 方文琳           | 李秋萍           | 以民視八點檔《慾望人生》的角色演出。江世文是天送同學。                                                                                         | 1469              |
| 劉秀雯           | 江許春蘭         | 以民視八點檔《慾望人生》的角色演出。江世文是天送同學。                                                                                         | 1469              |
| 倪齊民           | 江世文           | 以民視八點檔《慾望人生》的角色演出。江世文是天送同學。                                                                                         | 1469              |
| 鄭耕亞           |                  | 時任新竹都城隍廟總幹事 | 2228              |

·登場集數乃根據2019年於民視第一台重播之版本，逐集計算。

## 主題曲

### 片頭曲
| 順序  | 歌名             | 主唱                                                                                        | 作詞                   | 作曲               | 播出集數                             |
| 1     | 青春的夢         | 吳淑敏                                                                                      | 張路                   | 張路               | 第1集～第40集                        |
| 2     | 今晚我要唱歌     | 江蕙/任賢齊                                                                                 | 阿弟仔                 | 阿弟仔             | 第41集～第80集                       |
| 3     | 離家             | 江蕙                                                                                        | 鄭進一/陳維祥          | 鄭進一             | 第81集～第120集                      |
| 4     | 想要跟妳同枕頭   | 莊孝緯/張菱                                                                                 | 紀明陽                 | 紀明陽             | 第121集～第200集                     |
| 5     | 不通天光         | 阿吉仔                                                                                      | 曾秋香                 | 洪文斌/曾秋香      | 第201集～第230集                     |
| 6     | 奮鬥             | 阿吉仔                                                                                      | 洪文斌                 | 洪文斌             | 第231集～第250集                     |
| 7     | 風塊哭           | 黃妃                                                                                        | 蕭福德                 | 蕭福德             | 第251集～第280集                     |
| 8     | 大家不計較       | 李㼈(粗皮雄)/潘麗麗(滿足)/ 沛小嵐(洪茶)/王中平(天送)/ 王識賢(天保)/李雅婷(月英)/ 秦直(豬哥) | 呂華濱                 | 鄭心蕙             | 第281集～第350集                     |
| 9     | 贏你喲           | 詹雅雯                                                                                      | 詹雅雯                 | 詹雅雯             | 第351集～第390集                     |
| 10    | 師公仔神杯       | 文棋/丁鈴                                                                                   | 丁鈴                   | 紀明陽             | 第391集～第560集                     |
| 11    | 一百萬           | 黃一飛                                                                                      | 黃一飛                 | 黃一飛             | 第561集～第600集                     |
| 12    | 師公仔神杯       | 文棋/丁鈴                                                                                   | 丁鈴                   | 紀明陽             | 第601集～第689集                     |
| 13    | 離別的酒         | 龍千玉/袁小迪                                                                               | 林義傑                 | 小龍               | 第690集～第760集                     |
| 14    | 師公仔神杯       | 文棋/丁鈴                                                                                   | 丁鈴                   | 紀明陽             | 第761集～第804集                     |
| 15    | 快樂森巴         | 白冰冰/高凌風                                                                               | 魏寧                   | 羅又華             | 第805集～第834集                     |
| 16    | 愛的路上我甲你   | 張秀卿/林宏銘                                                                               | 李友雄                 | 李友雄             | 第835集～第874集                     |
| 17    | 再相會           | 江蕙                                                                                        | 曹俊鴻/陳維祥          | 曹俊鴻             | 第875集～第883集                     |
| 18    | 家後             | 江蕙                                                                                        | 鄭進一/陳維祥          | 鄭進一             | 第884集～第929集                     |
| 19    | 思念的滋味       | 黃思婷                                                                                      | 彭莉                   | 吳東龍             | 第930集～第936集                     |
| 20    | 感動             | 黃思婷                                                                                      | 阿丹                   | 阿丹               | 第937集～第951集                     |
| 21    | 吃苦當作吃補     | 蔡小虎                                                                                      | 白進法                 | 黃明洲             | 第952集～第980集                     |
| 22    | YO YO 姊妹       | 謝金燕                                                                                      | 蕭蔓萱                 | 梁榮盛             | 第981集～第992集                     |
| 23    | 不想你           | 謝金燕                                                                                      | Amour                  | Nat Thapom         | 第993集～第1020集                    |
| 24    | 看乎開           | 陳雷                                                                                        | 陳百潭                 | 陳百潭             | 第1021集～第1059集                   |
| 25    | 渡時機           | 陳雷                                                                                        | 張燕清                 | 張燕清             | 第1060集～第1089集                   |
| 26    | 愛你的記號       | 向蕙玲/王中平                                                                               | 陳維祥/張路/珈瑋       | 張為               | 第1090集～第1133集                   |
| 27    | 愛甲超過         | 向蕙玲                                                                                      | 張為/郭政和/陳維祥     | 張為/郭政和/陳維祥 | 第1134集～第1194集                   |
| 28    | 無藥醫的愛       | 吳淑敏                                                                                      | 游鴻明                 | 游鴻明             | 第1195集～第1215集                   |
| 29    | 愛情的Melody     | 吳淑敏                                                                                      | 黃永發                 | Vannessa           | 第1216集～第1224集                   |
| 30    | 碼頭惜別         | 呂華濱                                                                                      | 葉俊麟                 | 黃貴潮             | 第1225集～第1239集                   |
| 31    | 風雨無情         | 蔡小虎                                                                                      | 張錦華                 | 吳欽文             | 第1240集～第1261集                   |
| 32    | 相逢的酒         | 龍千玉/蔡小虎                                                                               | 張錦華                 | 張錦華             | 第1262集～第1318集                   |
| 33    | 梨山小姑娘       | 春妹/夏國星                                                                                 | 許良祺                 | 許良祺             | 第1319集～第1340集                   |
| 34    | 愛情             | 吳淑敏                                                                                      | Vannessa               | Vannessa           | 第1341集～第1369集                   |
| 35    | 查某人的心       | 龍千玉/高向鵬                                                                               | 巴布                   | 黃文龍             | 第1370集～第1399集                   |
| 36    | 笑情歌           | 王中平                                                                                      | 張路                   | 陳文權             | 第1400集～第1439集                   |
| 37    | 王董             | 王中平/澎恰恰/李㼈/九孔                                                                     | 宋永謙                 | 宋永謙             | 第1440集～第1459集                   |
| 38    | 會贏才通拼       | 李濠                                                                                        | 李濠                   | 蔡一州             | 第1460集～第1498集                   |
| 39    | I LOVE U         | 李濠                                                                                        | 黃啟順                 | 蔡一州             | 第1499集～第1522集                   |
| 40    | 會贏才通拼       | 李濠                                                                                        | 李濠                   | 蔡一州             | 第1523集～第1549集                   |
| 41    | 癡情有憨膽       | 向蕙玲                                                                                      | 張路/羅安/ 武雄/郭之儀 | 羅安               | 第1550集～第1589集                   |
| 42    | 阿爸的膨紗衫     | 向蕙玲                                                                                      | 郭之儀/武雄            | 郭之儀/羅安        | 第1590集～第1609集                   |
| 43    | 歌友會           | 李濠/方琳                                                                                   | 陳振榮                 | 蔡一州             | 第1610集～第1639集                   |
| 44    | 大家不計較       | 親戚全體演員                                                                                | 呂華濱                 | 鄭心蕙             | 第1640集～第1695集                   |
| 45    | 台灣加油         | 白冰冰                                                                                      | 羅又華                 | 羅又華             | 第1696集～第1735集                   |
| 46    | 變調的探戈       | 鄭琇月                                                                                      | 簡愛珊                 | 春夏               | 第1736集～第1775集                   |
| 47    | 女人夢           | 詹雅雯                                                                                      | 詹雅雯                 | 詹雅雯             | 第1776集～第1795集                   |
| 48    | 媽媽請保重       | 詹雅雯                                                                                      | 邱玉市                 | 邱玉市             | 第1796集～第1815集                   |
| 49    | 異鄉悲戀夢       | 詹雅雯                                                                                      | 陳達儒                 | 郭大誠             | 第1816集～第1835集                   |
| 50    | 打火兄弟         | 袁小迪/許世憑                                                                               | 王金平/洪性榮          | 張錦華             | 第1836集～第1875集                   |
| 51    | 蝴蝶夢           | 蔡小虎/龍千玉                                                                               | 張燕清                 | 張燕清             | 第1876集～1919集                     |
| 52    | 純情紅玫瑰       | 袁小迪/向惠玲                                                                               | 羅安/郭之儀            | 羅安/郭之儀        | 第1920集~第1946集                    |
| 53    | 今年一定會好過   | 詹雅雯                                                                                      | 洪文斌                 | 陳維祥             | 第1947集~第2004集                    |
| 54    | 冷冷的城市       | 詹雅雯                                                                                      | 武雄                   | 李富興             | 第2005集~第2020集                    |
| 55    | 今年一定會好過   | 詹雅雲                                                                                      | 洪文斌/陳維祥          | 洪文斌/陳維祥      | 第2021集~第2035集                    |
| 56,58 | 請借問！心愛的人 | 詹雅雯                                                                                      | 詹雅雯                 | 詹雅雯             | 第2036集～第2057集 第2102集~第2125集 |
| 57    | 今年一定會好過   | 吉馬大對唱                                                                                  | 洪文斌/陳維祥          | 洪文斌/陳維祥      | 第2058集~第2101集                    |
| 59,63 | 愛妳抹著祝妳幸福 | 葉啟田                                                                                      | 陳維祥                 | 陳維祥             | 第2126集~第2170集 第2209集~第2229集  |
| 60,62 | 愛拼才會贏       | 葉啟田                                                                                      | 陳百潭                 | 陳百潭             | 第2170集~第2180集 第2203集~第2208集  |
| 61    | 時也 命也 運也   | 葉啟田                                                                                      | 陳慶仁                 | 陳維祥             | 第2181集~第2202集                    |
| 64,66 | 情火             | 白冰冰                                                                                      | 邱宏瀛/魏寧            | 羅又華             | 第2230集~第2233集 第2239集~第2248集  |
| 65    | 情字心頭鎖       | 白冰冰                                                                                      | 魏寧                   | 羅又華             | 第2234集~第2238集                    |

### 片尾曲
| 順序 | 歌名             | 主唱          | 作詞          | 作曲   | 播出集數           |
| 1    | 心肝親像鐵       | 吳淑敏        | 白進法        | 許卿燿 | 第1集～第80集      |
| 2    | 最後火車站       | 黃乙玲        | 林秋離/許常德 | 劉天健 | 第81集～第120集    |
| 3    | 再會無緣的情人   | 莊孝緯/張菱   | 蔡素惠        | 蔡素惠 | 第121集～第160集   |
| 4    | 尚愛的人傷我尚重 | 王識賢        | 朱真賢        | 張燕清 | 第161集～第220集   |
| 5    | 麗娜             | 王識賢        | 朱真賢        | 張燕清 | 第221集～第270集   |
| 6    | 病相思           | 豪記大對唱    | 李明哲        |        | 第271集～第310集   |
| 7    | 不顧一切         | 黃乙玲        | 曾世詩        | 曾世詩 | 第311集～第350集   |
| 8    | 病相思           | 豪記大對唱    | 李明哲        |        | 第351集～第390集   |
| 9    | 幸福的滋味       | 劉佳軒        | 劉佳軒        |        | 第391集～第431集   |
| 10   | 愛情探戈         | 白冰冰        | 魏寧          | 羅又華 | 第432集～第457集   |
| 11   | 醉情歌           | 白冰冰        | 邱鴻瑩/羅又華 | 羅又華 | 第458集～第489集   |
| 12   | 病相思           | 豪記大對唱    | 李明哲        |        | 第490集～第560集   |
| 13   | 打虎捉賊親兄弟   | 黃西田        | 黃西田        | 黃西田 | 第561集～第571集   |
| 14   | 英雄             | 黃西田        | 張錦華        | 張錦華 | 第572集～第594集   |
| 蓋牌 | 病相思           | 豪記大對唱    | 李明哲        |        | 第595集            |
| 14   | 英雄             | 黃西田        | 張錦華        | 張錦華 | 第596集～第600集   |
| 15   | 葫仔開花         | 黃西田        | 黃西田        | 黃西田 | 第601集～第626集   |
| 蓋牌 | 病相思           | 豪記大對唱    | 李明哲        |        | 第627集～第628集   |
| 15   | 葫仔開花         | 黃西田        | 黃西田        | 黃西田 | 第629集～第633集   |
| 蓋牌 | 病相思           | 豪記大對唱    | 李明哲        |        | 第634集～第635集   |
| 15   | 葫仔開花         | 黃西田        | 黃西田        | 黃西田 | 第636集～第640集   |
| 16   | 異鄉之戀         | 龍千玉        | 阿丹          | 吳東龍 | 第641集～第673集   |
| 17   | 千里路萬里情     | 龍千玉        | 張錦華        | 吳東龍 | 第674集～第689集   |
| 18   | 男人情女人心     | 龍千玉/袁小迪 | 張錦華        | 張錦華 | 第690集～第747集   |
| 蓋牌 | 病相思           | 豪記大對唱    | 李明哲        |        | 第748集～第749集   |
| 18   | 男人情女人心     | 龍千玉/袁小迪 | 張錦華        | 張錦華 | 第750集～第760集   |
| 19   | 牽手做陣行       | 龍千玉/蔡小虎 | 張錦華        | 張錦華 | 第761集～第800集   |
| 20   | 病相思           | 豪記大對唱    | 李明哲        |        | 第801集～第834集   |
| 21   | 真心只愛你       | 龍千玉/蔡小虎 | 阿丹          |        | 第835集～第866集   |
| 22   | 男人情女人心     | 龍千玉/袁小迪 | 張錦華        | 張錦華 | 第867集～第909集   |
| 23   | 酒後吐真言       | 龍千玉/蔡小虎 | 阿丹          | 張燕清 | 第910集～第911集   |
| 蓋牌 | 吃苦當作吃補     | 蔡小虎        | 白進法        | 黃明洲 | 第912集～第916集   |
| 23   | 酒後吐真言       | 龍千玉/蔡小虎 | 阿丹          | 張燕清 | 第917集～第951集   |
| 24   | 相對的心         | 蔡小虎/林姍   | 張錦華        | 張錦華 | 第952集～第980集   |
| 25   | 吃苦當作吃補     | 蔡小虎        | 白進法        | 黃明洲 | 第981集～第1020集  |
| 26   | 一生只有妳       | 蔡小虎        | 張燕清        | 張燕清 | 第1021集～第1085集 |
| 27   | 醉乎死           | 袁小迪        | 張錦華        | 張錦華 | 第1086集～第1139集 |
| 28   | 朋友             | 高向鵬/傅振輝 | 江志豐        | 江志豐 | 第1140集～第1202集 |
| 29   | 相逢的酒         | 龍千玉/蔡小虎 | 張錦華        | 張錦華 | 第1203集～第1261集 |
| 30   | 一段情一場夢     | 龍千玉/蔡小虎 | 張錦華        | 小吳   | 第1262集～第1308集 |
| 31   | 心痛的戀情       | 蔡小虎        | 蔡小虎        | 吳欽文 | 第1309集～第1349集 |
| 32   | 風箏             | 龍千玉        | 張燕清        | 張燕清 | 第1350集～第1399集 |
| 33   | 等待你一生       | 龍千玉/傅振輝 | 洪世峰        | 張哲   | 第1400集～第1463集 |
| 34   | 問花             | 龍千玉        | 王登雄        | 王登雄 | 第1464集～第1501集 |
| 35   | 無人會凍代替你   | 方瑞娥        | 阿丹          | 小吳   | 第1502集～第1514集 |
| 36   | 夢都市           | 方瑞娥/高向鵬 | 巴布          | 夏國星 | 第1515集～第1560集 |
| 蓋牌 | 唱歌吔飲酒       | 方瑞娥/高向鵬 | 黃新雄        | 黃新雄 | 第1561集～第1565集 |
| 36   | 夢都市           | 方瑞娥/高向鵬 | 巴布          | 夏國星 | 第1566集～第1570集 |
| 37   | 唱歌吔飲酒       | 方瑞娥/高向鵬 | 黃新雄        | 黃新雄 | 第1571集～第1624集 |
| 38   | 真愛無後悔       | 陳美鳳/蔡小虎 | 張燕清        | 張燕清 | 第1625集～第1695集 |
| 39   | 水琉璃           | 水琉璃        | 藥師佛心咒    | 蕭蔓萱 | 第1696集～第1730集 |
| 40   | 故鄉的地圖       | 蔡小虎        | 張燕清        | 張燕清 | 第1731集～第1795集 |
| 41   | 醉到底           | 蔡小虎/王瑞霞 | 邱宏瀛        | 謝君毅 | 第1796集～第1828集 |
| 42   | 思相枝           | 蔡小虎        | 洪世峰        | 張哲   | 第1829集～第1859集 |
| 43   | 媽媽的背影       | 翁立友        | 白進法        | 李富強 | 第1860集～第1919集 |
| 44   | 傷心戀情         | 張蓉蓉        | 沈建福        | 南雅人 | 第1920集~第1966集  |
| 45   | 夜總會           | 張蓉蓉        | 張燕清        | 張燕清 | 第1967集~第2014集  |
| 45   | 世間事           | 方瑞娥/高向鵬 | 張燕清        | 張燕清 | 第2015集~第2059集  |
| 46   | 緣分放一邊       | 豪記大對唱    | 巴布          | 蕭蔓萱 | 第2060集~第2125集  |
| 47   | 心相軟           | 龍千玉        | 張燕清        | 張燕清 | 第2126集~第2180集  |
| 48   | 堅強             | 張蓉蓉        | 邱宏瀛        | 黃文龍 | 第2181集           |
| 49   | 永遠懷念你       | 張蓉蓉        | 沈建福        | 南雅人 | 第集~第2248集      |

- 上述主題曲乃根據2019年於民視第一台重播之版本，按照順序計算。
- 民視官方Youtube上的過場剪輯片頭，其片頭曲偶與第一台播出不同步且無片尾曲，避免混淆不計。
- 此2019重播版本，民視對片頭尾有改動與覆蓋，和首播多有出入請見諒。
- 第271~310集、351~390集、490~560集、595集、627集、628集、634集、635集、第822集播放第821集片尾。
- 第912集~916集、第999集播放第1000集片尾。
- 根據youtube影片，歌曲《一百萬》為片頭曲，且曾在第588集播出。
- 首播時歌名是《師公仔神杯》，後來才改名為《褲頭結作伙》。第431~559集、第601~697集、761~804集為剪輯片頭。

## 原聲帶
| 《大家不計較》 華特音樂製作發行，2000年12月出版。 | 《大家不計較》 華特音樂製作發行，2000年12月出版。 | 《大家不計較》 華特音樂製作發行，2000年12月出版。 | 《大家不計較》 華特音樂製作發行，2000年12月出版。 | 《大家不計較》 華特音樂製作發行，2000年12月出版。 | 《大家不計較》 華特音樂製作發行，2000年12月出版。 | 《大家不計較》 華特音樂製作發行，2000年12月出版。 |
| 曲序                                              | 曲目                                              |                                                   | 作曲                                              | 编曲                                              | 演唱                                              | 时长                                              |
| ------------------------------------------------- | ------------------------------------------------- | ------------------------------------------------- | ------------------------------------------------- | ------------------------------------------------- | ------------------------------------------------- | ------------------------------------------------- |
| 1.                                                | 大家不計較                                        | 呂華濱                                            | 鄭心蕙                                            | 張乃仁                                            | 李 㼈/潘麗麗/ 沛小嵐/王中平/ 王識賢/李雅婷/ 秦 直 | 3:35                                              |
| 2.                                                | 尪親某親老婆爬車轔                                | 劉福助                                            | 翁清溪                                            | 趙伯乾                                            | 潘麗麗                                            | 5:13                                              |
| 3.                                                | 愛某不驚甘苦                                      | 鄧君華                                            | 日本曲                                            | 趙伯乾                                            | 李 㼈                                             | 4:12                                              |
| 4.                                                | 阿媽的話                                          | 劉福助                                            | 劉福助                                            | 趙伯乾                                            | 李雅婷                                            | 3:56                                              |
| 5.                                                | 河邊春夢                                          | 周添旺                                            | 黎 明                                             | 趙伯乾                                            | 王識賢                                            | 4:24                                              |
| 6.                                                | 烘爐茶古                                          | 紀明陽                                            | 紀明陽                                            | 趙伯乾                                            | 李 㼈/潘麗麗                                      | 3:31                                              |
| 7.                                                | 溫泉鄉的吉他                                      | 葉俊麟                                            | 日本曲                                            | 趙伯乾                                            | 王中平                                            | 4:17                                              |
| 8.                                                | 南都夜曲                                          | 陳達儒                                            | 日本曲                                            | 趙伯乾                                            | 沛小嵐                                            | 4:04                                              |
| 9.                                                | 本事                                              | 秦 直                                             | 秦 直                                             | 趙伯乾                                            | 秦 直                                             | 3:37                                              |
| 10.                                               | 碼頭惜別                                          | 葉俊麟                                            | 黃貴潮                                            | 趙伯乾                                            | 呂華濱                                            | 3:36                                              |

## 獎項紀錄
| 年份   | 頒獎典禮     | 獎項             | 獲提名          | 結果 |
| 2000年 | 第35屆金鐘獎 | 戲劇節目連續劇獎 | 親戚不計較      | 提名 |
| 2001年 | 第36屆金鐘獎 | 連續劇女配角獎   | 潘麗麗 - 李滿足 | 提名 |

## 相關連結
- 民視戲劇《親戚不計較》官方網站（页面存档备份，存于）
- YouTube上的《親戚不計較》播放列表

## 電視節目的變遷
| 中華民國 民視無線台 星期一~五19:30 - 20:00        | 中華民國 民視無線台 星期一~五19:30 - 20:00   | 中華民國 民視無線台 星期一~五19:30 - 20:00 |
| ------------------------------------------------- | -------------------------------------------- | ------------------------------------------ |
|                                                   | 親戚不計較 （1999年12月15日－2006年5月12日） |                                            |
| 大慈大悲觀世音 （1999年10月27日－1999年12月14日） | 夫妻天註定 （2006年5月15日－2006年12月15日） |                                            |

| 新加坡 新傳媒电视8頻道 星期一至五 16:30-17:30 | 新加坡 新傳媒电视8頻道 星期一至五 16:30-17:30             | 新加坡 新傳媒电视8頻道 星期一至五 16:30-17:30 |
| --------------------------------------------- | --------------------------------------------------------- | --------------------------------------------- |
|                                               | 親戚不計較 （第1-144集） （2004年10月4日－2005年1月11日） |                                               |
| 伴阮过一生 （2004年7月12日－2004年10月1日）   | 流氓教授 （2005年1月12日－2005年4月8日）                  |                                               |

| 马来西亚 Astro欢喜台 星期一~五20:00-20:30 | 马来西亚 Astro欢喜台 星期一~五20:00-20:30                  | 马来西亚 Astro欢喜台 星期一~五20:00-20:30 |
| ----------------------------------------- | ---------------------------------------------------------- | ----------------------------------------- |
|                                           | 親戚不計較 （第1-1688集） （2007年10月15日－2015年8月7日） |                                           |
| 頻道開播                                  | 親家 （2015年8月10日 - 2016年6月17日）                     |                                           |

| 中華民國 民視第一台 星期一~五16:45 - 17:45（連播2集） | 中華民國 民視第一台 星期一~五16:45 - 17:45（連播2集） | 中華民國 民視第一台 星期一~五16:45 - 17:45（連播2集） |
| ----------------------------------------------------- | ----------------------------------------------------- | ----------------------------------------------------- |
|                                                       | 親戚不計較 （2019年2月25日－2023年6月28日）           |                                                       |
| 民視晚間新聞搶先報                                    | 春花望露 （2023年6月29日－2027年1月20日）             |                                                       |